# Giovanni (evangelista)
Giovanni (Betsaida, 10 circa – Efeso, 98 o anni immediatamente successivi) è stato un apostolo di Gesù. La tradizione cristiana lo identifica con l'autore del quarto vangelo e per questo gli viene attribuito anche l'epiteto di evangelista. È considerato un santo miroblita. Secondo le narrazioni dei vangeli canonici, era figlio di Zebedeo e Salome e fratello dell'apostolo Giacomo il Maggiore. Prima di seguire Gesù, era discepolo di Giovanni Battista.

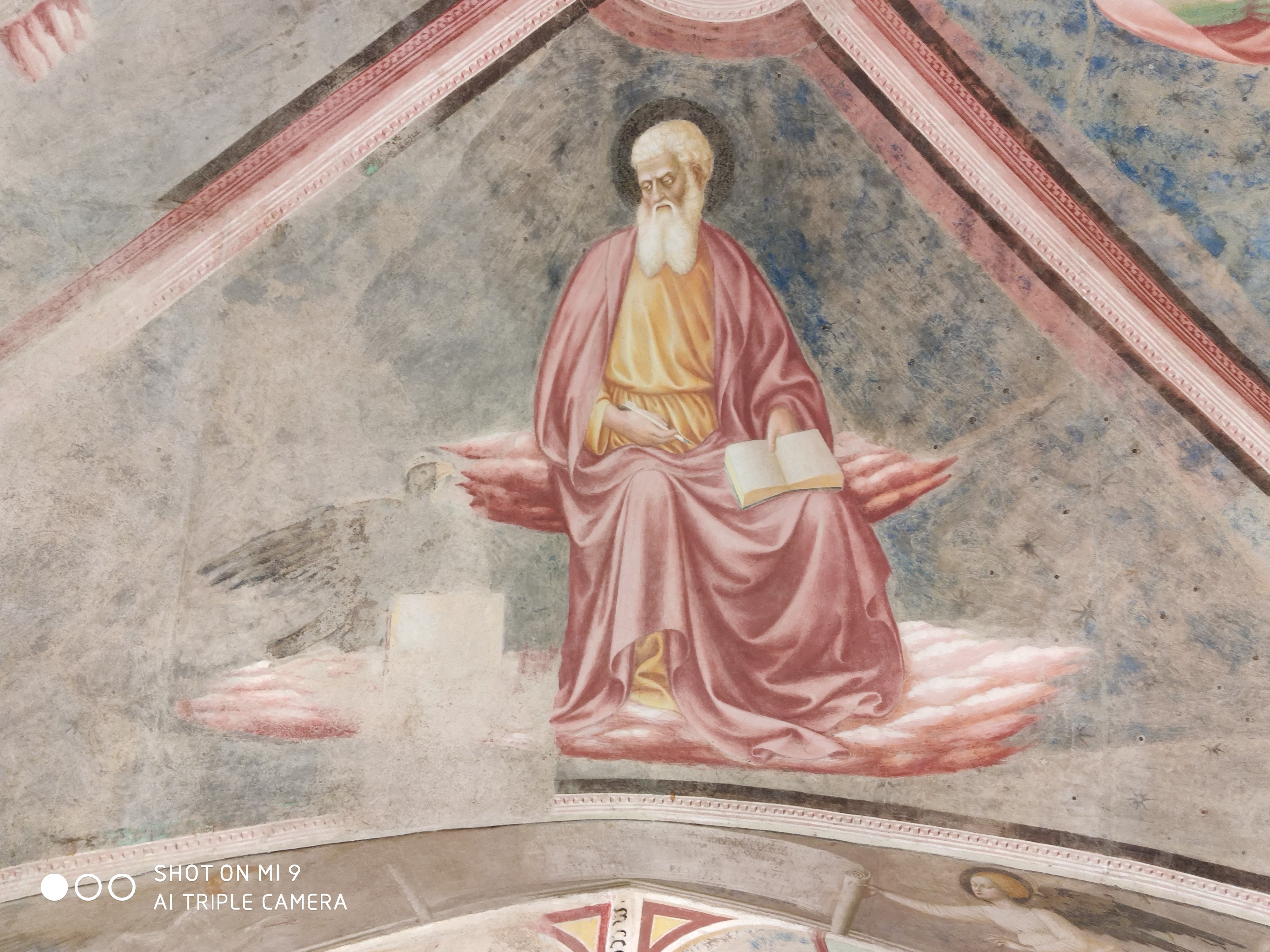
San Giovanni Evangelista con a fianco il suo simbolo, l'aquila. Affresco di Masolino da Panicale del 1435 nel Battistero di Castiglione Olona (Varese)

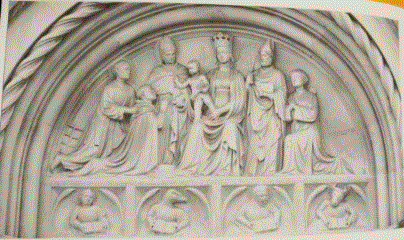
Lunetta del Portale d'ingresso della Collegiata di Castiglione Olona. Nel fregio in basso, del 1428, i simboli dei quattro Evangelisti: il secondo da sinistra (l'aquila) è il simbolo di San Giovanni Evangelista

La tradizione gli attribuisce un ruolo speciale all'interno della cerchia dei dodici apostoli: compreso nel ristretto gruppo includente anche Pietro e Giacomo il Maggiore, lo identifica, per quanto attualmente tale ipotesi non sia condivisa, con «il discepolo che Gesù amava», partecipe dei principali eventi della vita e del ministero del maestro e unico degli apostoli presente alla sua morte in croce. Secondo antiche tradizioni cristiane, Giovanni sarebbe morto in tarda età a Efeso, ultimo sopravvissuto dei dodici apostoli e unico a essere morto di cause naturali.
A lui la tradizione cristiana ha attribuito cinque testi neotestamentari: il Vangelo secondo Giovanni, le tre Lettere di Giovanni e l'Apocalisse di Giovanni; molti critici contemporanei, anche cristiani, ritengono invece che questi testi non siano probabilmente attribuibili all'apostolo Giovanni. Altra opera a lui attribuita è l'Apocrifo di Giovanni (non riconosciuto come testo divinamente ispirato dalla Chiesa cattolica né da quella ortodossa). Per la profondità speculativa dei suoi scritti è stato tradizionalmente indicato come "il teologo" per antonomasia, raffigurato artisticamente col simbolo dell'aquila, attribuitogli in quanto, con la sua visione descritta nell'Apocalisse, avrebbe contemplato la Vera Luce del Verbo, come descritto nel Prologo del quarto vangelo, così come l'aquila, si riteneva, può fissare direttamente la luce solare.

## Fonti storiche

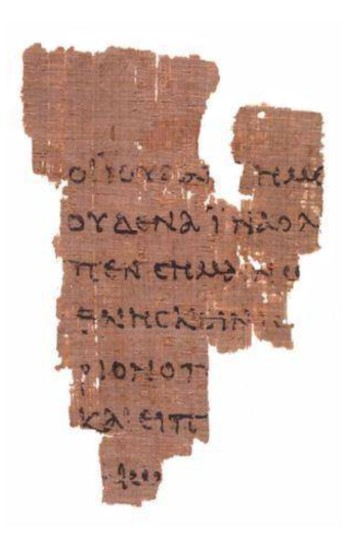
Il papiro ^{52}, scritto in greco e paleograficamente datato attorno all'anno 125, è attualmente riconosciuto con certezza come il più antico documento riguardante Gesù che si sia conservato. Contiene frammentariamente nel recto (davanti) e nel verso (retro).

Non esistono riferimenti archeologici diretti (come epigrafi) riferibili alla vita e all'operato di Giovanni, e nemmeno riferimenti diretti in opere di autori antichi non cristiani. Le fonti testuali conservatesi sono di tre tipi:
- i quattro vangeli canonici e gli Atti degli apostoli, redatti in greco tra il I secolo e la prima metà del II, contengono gli unici riferimenti diretti alla vita di Giovanni (gli altri scritti neotestamentari a lui attribuiti dalla tradizione, le tre Lettere di Giovanni e l'Apocalisse di Giovanni, non forniscono informazioni dirette sulla sua vita);
- alcuni scritti non canonici a lui attribuiti o riferiti – Atti di Giovanni, Apocrifo di Giovanni, Interrogatio Johannis – che per la datazione tardiva e per il contenuto leggendario non sono considerati come vere e proprie fonti storiche, sebbene sia possibile che il più antico di questi, gli Atti, abbia raccolto alcuni dettagli storicamente fondati;
- alcuni accenni contenuti negli scritti di alcuni Padri della Chiesa, in particolare Tertulliano, Ireneo di Lione, Eusebio di Cesarea e Girolamo.

## Nome ed epiteti
Giovanni è noto con diversi nomi ed epiteti, riferiti a lui sia nei vangeli, sia nelle opere a lui attribuite, sia nella tradizione cristiana.
- Giovanni. È il nome proprio usato nei testi neotestamentari (ad esclusione del quarto vangelo) e nella tradizione cristiana. Il termine corrisponde all'ebraico יוחנן (Yehohanàn), letteralmente "YH fece grazia", traslitterato in greco Ιωάννης (Ioànnes) e in latino Ioànnes. Si tratta di un nome comune nell'onomastica ebraica e portato da altri personaggi del Nuovo Testamento, in particolare Giovanni Battista e Giovanni Marco discepolo di Pietro.
- Boanerghes (Βοανηργες). È il soprannome aramaico che Gesù stesso avrebbe dato a Giovanni e suo fratello Giacomo.[6] Secondo lo stesso passo evangelico significa «figli del tuono». In realtà il significato del termine non è immediato, in quanto la resa greca dell'aramaico non è perfetta. La prima parte (βοανη, boanè) può corrispondere al plurale aramaico-ebraico בני (b enè), «figli di» (al singolare sarebbe bar, vedi Barabba). Per la seconda parte (ργες) è stata ipotizzata un'errata lettura da un manoscritto aramaico, precedente alla redazione evangelica in greco, del termine r'm («tuono») nell'evangelico r's (ργες), data la somiglianza tra la mem finale ם (quadrata) e la samech ס (tondeggiante).[7] In questo caso l'epiteto viene collegato al temperamento focoso dei due fratelli,[8] oppure può riferirsi al fatto che, nelle teofanie dell'Antico Testamento il tuono indica la voce di Dio:[9] in tal senso «figli del tuono» indicherebbe la missione dei due fratelli di annunciatori della parola di Dio.[Nota 2] Un'interpretazione diversa ipotizza altre radici semitiche come רגש (ragàsh), «tumulto», oppure רגז (ragàz), «ira», «turbamento»; in tal senso, è stato ipotizzato che il nome fosse riferito ai fratelli per una ipotetica loro appartenenza al movimento nazionalista zelota.[10]
- Figlio di Zebedeo[11] o fratello di Giacomo.[12]
- «Discepolo che Gesù amava». Come sopra indicato il quarto vangelo non nomina mai l'apostolo Giovanni. Di contro è presente in esso un personaggio assente negli altri testi neotestamentari, il «discepolo che Gesù amava».[13] La tradizione cristiana ha identificato questo anonimo discepolo, indicato anche genericamente come «l'altro discepolo»,[14] con lo stesso Giovanni. In caso contrario sarebbe totalmente assente nel quarto vangelo un personaggio che è descritto come di primo piano negli altri tre vangeli e negli Atti degli apostoli. Tale interpretazione non è, comunque, condivisa e gli esegeti del Nuovo Grande Commentario Biblico[15] osservano che "l'autore di Gv21 chiaramente non identifica il discepolo prediletto, che sta all'origine della tradizione giovannea, con Giovanni figlio di Zebedeo. Gv21,2 parla de «i (figli) di Zebedeo», mentre 21,7.20 parla del discepolo prediletto. Altrove, il vangelo pare separare i Dodici dagli altri discepoli del Signore, nei quali sarebbe compreso il discepolo prediletto".

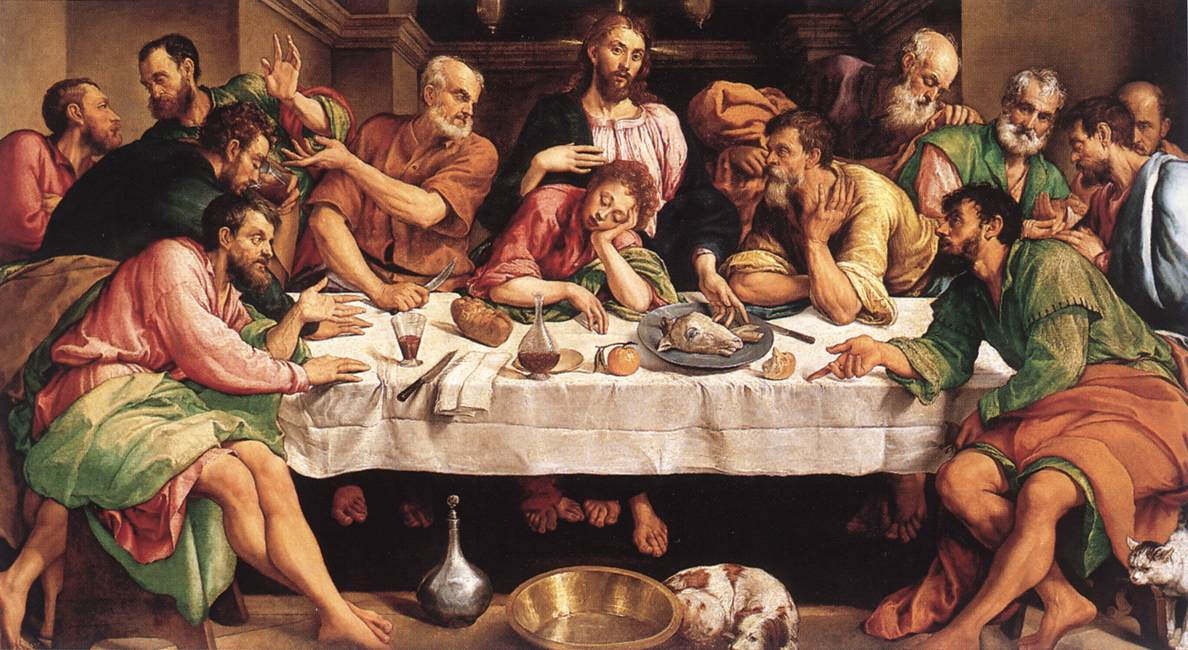
Dipinto dell'Ultima Cena di Jacopo Bassano, circa 1550-1560. Giovanni è il giovane adagiato sul petto di Gesù (epistèthios).

- Apostolo. Sebbene non sia chiamato mai direttamente «apostolo» (traslitterazione del greco ἀπόστολος, «inviato»), Giovanni è presente in tutti e quattro gli elenchi apostolici del Nuovo Testamento.[16]
- Colonna. In un solo passo del Nuovo Testamento (Gal2,9[17]) Paolo di Tarso chiama Giovanni, assieme a Pietro e Giacomo il Giusto, «colonna» della Chiesa, per sottolinearne l'importante ruolo rivestito nella Chiesa di Gerusalemme dopo la morte di Gesù.
- Evangelista. L'apostolo Giovanni viene dalla tradizione anche detto evangelista[Nota 3] in quanto ritenuto autore del quarto vangelo. Le più antiche indicazioni a proposito risalgono alla prima metà del II secolo.[18]
- Presbitero. Deriva dall'identificazione di Giovanni, da parte della tradizione cristiana, con l'anonimo «presbitero» (letteralmente «anziano») che nell'incipit della Seconda lettera di Giovanni e della Terza lettera di Giovanni (2Gv1;3Gv1[19]) è definito come autore. La critica testuale contemporanea, però, ritiene che l'autore di queste due lettere non fosse Giovanni, considerandole dunque pseudoepigrafe) e le data all'anno 100.[Nota 4]
- Di Patmo. L'autore dell'Apocalisse di Giovanni si presenta col nome di Giovanni (Ap1,1;1,4;1,9;22,8[20]) e si dice residente nell'isola di Patmo (Ap1,9[21]). La successiva tradizione cristiana, a partire da inizio II secolo,[22] lo ha identificato con certezza con l'apostolo ed evangelista.
- Teologo. Il titolo, caro in particolare alla tradizione orientale greca, deriva dal fatto che tra i quattro vangeli quello di Giovanni è caratterizzato da numerose speculazioni teologiche.
- Epistèthios, aggettivo neologistico plasmato dall'espressione ἐπὶ τὸ στῆθος (epì to stèthos, «sopra il petto») di Gv13,25;21,20[23]: durante l'ultima cena Giovanni appoggiò il capo sul petto di Gesù per chiedergli chi l'avrebbe tradito. L'epiteto è proprio della tradizione patristica greca.
- Vergine (parthènos in greco).
- Sacerdote. Nella tradizione cristiana il solo Eusebio di Cesarea[24] riporta un'affermazione che attribuisce a Policrate di Efeso (fine II secolo), secondo la quale Giovanni, il quale poggiò il capo sul petto del Signore (durante l'ultima cena), indossava la placca sacerdotale (petalon), cioè apparteneva a una delle classi sacerdotali che gestivano il culto del tempio di Gerusalemme. Il valore storico dell'affermazione è controverso.
- È l'unico dei dodici apostoli a non essere venerato con il titolo di martire, in quanto la tradizione lo dice morto per anzianità e non in modo violento.

## Biografia
Al pari degli altri personaggi neotestamentari, la cronologia e la vita di Giovanni non ci sono note con precisione. I testi evangelici lo indicano come un fedele seguace del maestro, ma il periodo precedente e seguente alla sua partecipazione al ministero itinerante di Gesù (probabilmente 28-30, vedi data di morte di Gesù) è ipotetico e frammentario.

### Origine e caratteristiche personali

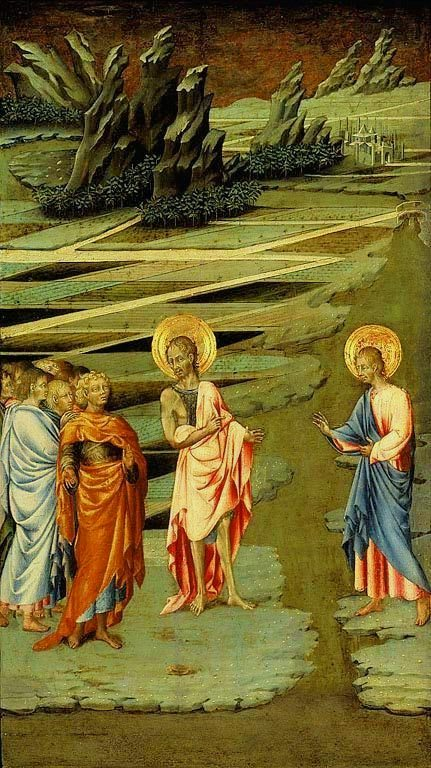
Dipinto di Giovanni di Paolo del 1455-60 raffigurante Giovanni Battista che indica ai suoi discepoli (col giovane Giovanni in primo piano) Gesù, l'«Agnello di Dio».

I dettagli circa la vita di Giovanni prima dell'incontro con Gesù sono in gran parte ipotetici, desumibili da alcuni accenni sparsi nei vangeli. Il luogo e la data di nascita non sono noti. La tradizione successiva che lo indica come il più giovane degli apostoli, o meglio come l'unico di questi morto in tardissima età, può indicare una data di nascita alcuni anni successiva all'inizio dell'era cristiana (attorno al 10?). Il luogo di residenza, e probabilmente anche di nascita, era Betsaida, una cittadina della Gaulanitide, al confine con la Galilea, a nord del Lago di Tiberiade, citata nella Bibbia. Il padre era Zebedeo, la madre forse Salome e aveva almeno un fratello, Giacomo detto «il maggiore». Il fatto che nelle liste stereotipate degli apostoli nei sinottici (ma non negli Atti) Giovanni segua Giacomo, o che quest'ultimo venga spesso indicato come «figlio di Zebedeo», mentre Giovanni sia indicato come suo fratello, può lasciare concludere che Giacomo fosse un fratello maggiore.
La famiglia era dedita alla pesca. Il padre aveva dei garzoni e i suoi figli sono detti soci di Simon Pietro, ed è possibile che la famiglia facesse parte di una sorta di cooperativa di pescatori. Questo potrebbe spiegare come mai l'"altro discepolo" presente al processo di Gesù, tradizionalmente identificato con Giovanni, fosse conosciuto "al sommo sacerdote" (Gv18,15), o meglio ai domestici del suo palazzo che lo fecero entrare: è verosimile che la sua famiglia gestisse un commercio ittico, e in quanto tale è possibile che godesse di tale conoscenza .
Circa l'accenno di Policrate di Efeso (II secolo) allo stato sacerdotale di Giovanni (e della sua famiglia), la storicità è controversa. Se autentico, il particolare spiegherebbe la conoscenza di Giovanni da parte del sommo sacerdote.
La tradizione ha poi identificato in Giovanni l'«altro discepolo» che, con Andrea, faceva parte del seguito di Giovanni Battista, ma seguì poi Gesù (Gv1,35-40). A tale proposito c'è da rilevare che sono piuttosto numerosi i riferimenti che Giovanni, nel Vangelo a lui attribuito, fa del Battista, sottolineando la funzione di quest'ultimo come precursore di Gesù (Gv1,8;1,15;1,20;1,29-34;5,33-36;10,41).

### Chiamata

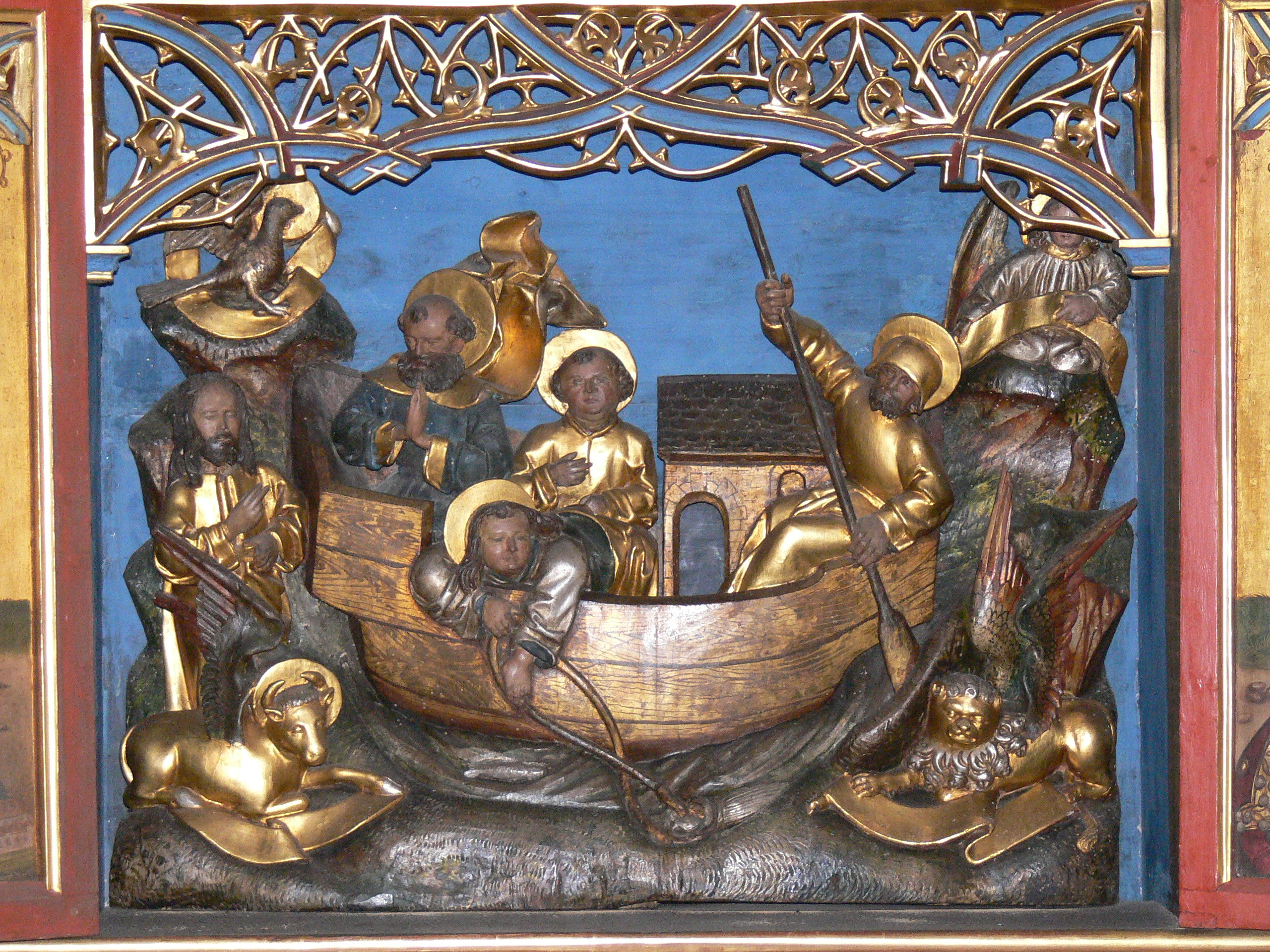
Altare del monastero di Heilsbronn, raffigurazione della pesca miracolosa con gli apostoli Pietro, Andrea, Giacomo e Giovanni (1510-1518).

La vocazione di Giovanni da parte di Gesù è esplicitamente narrata dai tre vangeli sinottici. Matteo (4,21-22) e Marco (1,19-20) ne forniscono un sobrio resoconto: i due fratelli Giovanni e Giacomo vengono chiamati da Gesù "presso il Mare di Galilea" mentre sono sulla barca col padre Zebedeo, intenti a riparare le reti da pesca. Questa chiamata viene narrata subito dopo quella di Andrea e Pietro, avvenuta in simile contesto lavorativo.
Luca invece inserisce la chiamata all'interno del miracolo della cosiddetta pesca miracolosa (taciuta da Mt e Mc, riportata da Gv21,1-13 dopo la risurrezione di Gesù), e tace la presenza di Andrea.
Il Vangelo di Giovanni invece, assumendo la tradizionale identificazione dell'"altro discepolo" con lo stesso evangelista, ambienta la chiamata (Gv1,35-40) a Betania, presso il fiume Giordano (Gv1,28). Qui Giovanni e Andrea, discepoli di Giovanni Battista, furono da lui invitati a seguire Gesù con la frase "Ecco l'Agnello di Dio". Particolarmente vivo appare il dettaglio per cui l'apostolo, futuro evangelista narratore, ricorda con precisione il momento della sua vocazione: "l'ora decima", cioè le quattro del pomeriggio.
Una possibile armonizzazione delle narrazioni evangeliche ipotizza una prima chiamata di Giovanni e degli altri futuri apostoli presso Betania, quindi il loro ritorno in Galilea, quindi la definitiva chiamata presso il Mare di Galilea. L'esegesi contemporanea, meno interessata a compiere armonizzazioni cronologiche-cronachistiche (intento propriamente assente nei vangeli) e più attenta ai dati positivi contenuti nelle narrazioni evangeliche, si limita a riconoscere per Giovanni un passato di pescatore e un possibile discepolato verso il Battista prima della sequela di Gesù.

### Apostolo di Gesù

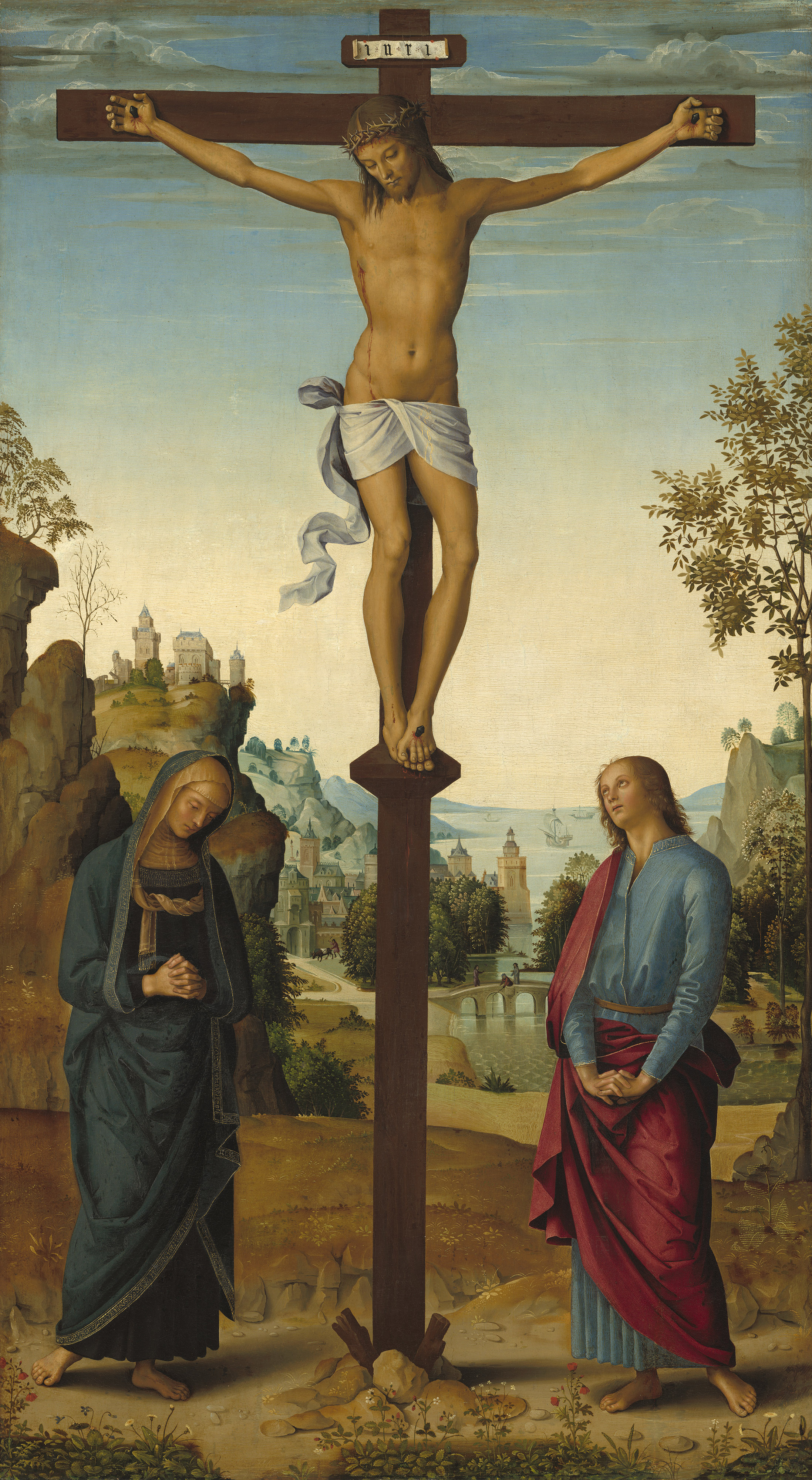
Giovanni e Maria presenti alla crocifissione di Gesù (Perugino, circa 1482).

Dopo la sua vocazione, durante gli anni del ministero itinerante di Gesù (probabilmente 28-30), Giovanni sembra rivestire un ruolo importante all'interno della cerchia dei dodici apostoli, secondo solo a Pietro e seguito da suo fratello Giacomo. I tre sono presenti durante alcuni dei principali eventi della vita del maestro, quando sono preferiti in maniera esclusiva agli altri apostoli:
- la risurrezione della figlia di Giairo;
- la trasfigurazione di Gesù;
- la preghiera nel Getsemani, dopo l'ultima cena e prima dell'arresto di Gesù.

Con Pietro riceve l'incarico di preparare l'ultima cena (Lc22,8).
Il solo Luca (9,51-56) riporta un episodio che sottolinea il carattere focoso dei fratelli Giacomo e Giovanni. Un villaggio samaritano (ebrei considerati scismatici) aveva rifiutato ospitalità a Gesù, e i figli di Zebedeo propongono la sua distruzione tramite un "fuoco discendente dal cielo" (vedi l'omologo episodio di Elia in 2Re1,2-15), attirandosi il rimprovero del maestro.
Sia Matteo (20,20-23, che introduce l'intermediazione della madre Salome, una probabile finanziatrice del gruppo, v. sopra) che Marco (10,35-40) riportano un episodio che indica il carattere ambizioso dei due fratelli. Questi avevano probabilmente una visione terrena del Regno predicato da Gesù e si aspettavano, in quanto particolarmente favoriti tra i suoi seguaci, un ruolo privilegiato in esso. Alla richiesta Gesù risponde evasivamente con l'assicurazione che "berranno il suo calice", cioè che gli saranno associati nella sofferenza e nel martirio. Giacomo verrà effettivamente martirizzato attorno al 44 (At12,1-2).
Nel quarto vangelo, come sopra indicato, Giovanni viene tradizionalmente identificato col "discepolo che Gesù amava". Durante l'ultima cena riveste un ruolo particolare a fianco del maestro (Gv13,23-25), interrogandolo sull'identità del traditore. È testimone privilegiato del processo di Gesù (Gv18,15).
Nonostante fosse scappato con gli altri apostoli durante l'arresto nel Getsemani, è l'unico dei discepoli presenti durante la crocifissione di Gesù, il quale gli affida sua madre Maria (Gv19,26-27). Dopo la risurrezione di Gesù corre con Pietro al sepolcro (Gv20,3-8). Durante l'apparizione in Galilea è il primo a riconoscere il maestro risorto (Gv21,7).

### Compagno di Pietro

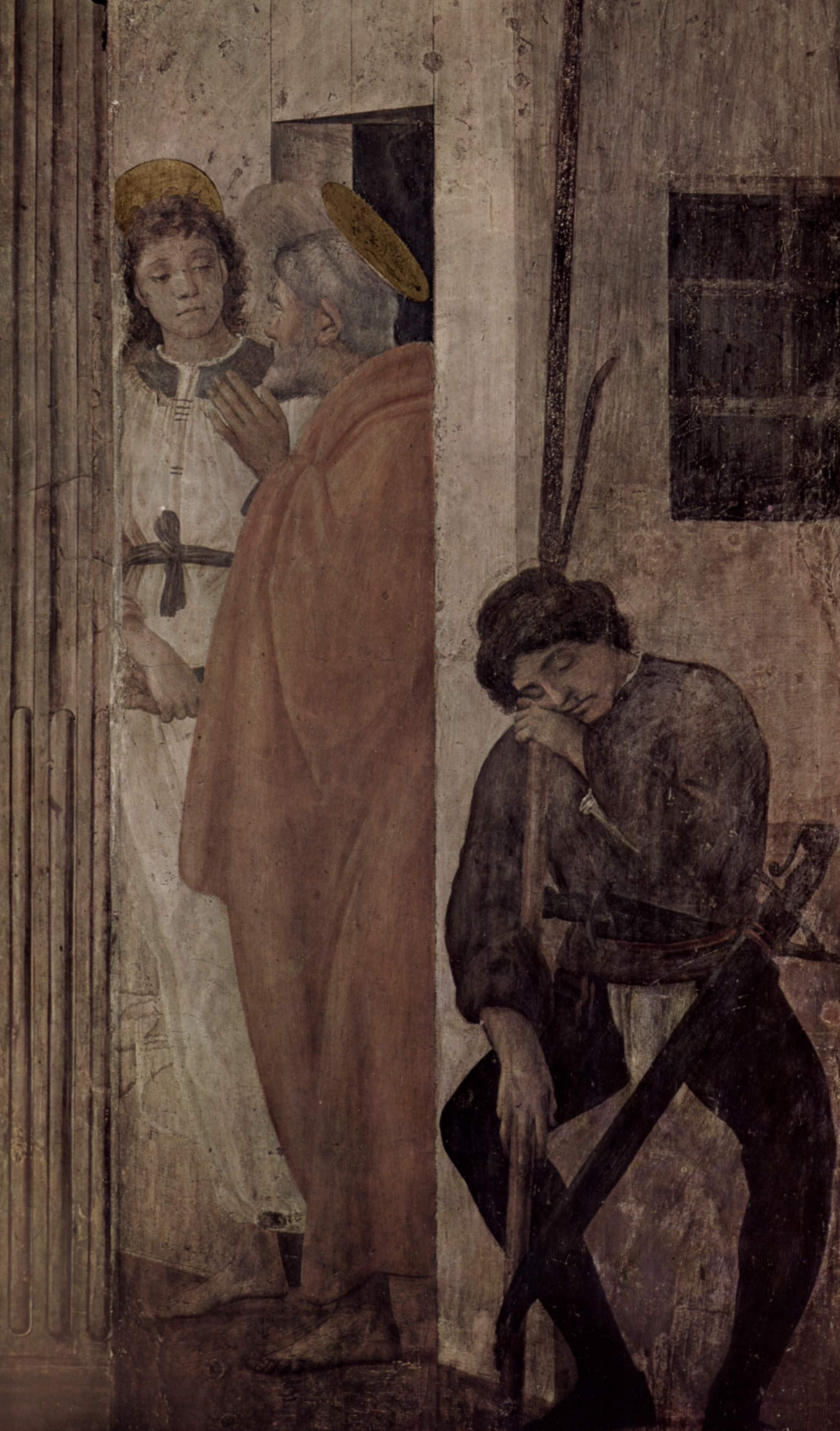
La miracolosa liberazione di Pietro e Giovanni dal carcere del sinedrio (Filippino Lippi, 1481-1482).

Negli Atti degli apostoli, che descrivono le vicende della Chiesa apostolica in un periodo compreso all'incirca tra il 30 e il 60, Giovanni gioca ancora un ruolo di primo piano, specialmente nella prima sezione (la seconda è focalizzata sull'operato di Paolo). In At1,13 Giovanni è nominato dopo Pietro al secondo posto nella lista degli apostoli, davanti al fratello Giacomo che nelle liste contenute nei Vangeli lo precedeva.
In At3,1-11 (inizio anni trenta?) viene descritto un miracolo, la guarigione di un uomo storpio dalla nascita, compiuto da Pietro e Giovanni presso la porta "bella" del tempio di Gerusalemme. La grande risonanza dell'evento portò all'arresto dei due apostoli, che furono fatti comparire davanti al Sinedrio. Il consiglio però non li punì e li lasciò liberi (At4,1-21).
In At5,17-42 (metà anni trenta?) viene descritta l'incarcerazione degli "apostoli" (senza farne i nomi con l'eccezione di Pietro) da parte del sommo sacerdote. Tradizionalmente Giovanni viene inserito nell'episodio, inclusione non sicura, ma resa verosimile dal suddetto episodio analogo. Secondo il testo biblico l'incarcerazione si concluse nella notte stessa con una miracolosa liberazione. Seguì l'indomani un nuovo arresto e un secondo processo, con l'inatteso intervento in loro favore da parte del rabbino Gamaliele. Il Sinedrio li fece fustigare e poi li liberò.
Durante la prima persecuzione contro i seguaci del Nazareno (attorno al 35-37?), che vide la morte di Stefano e l'attivo operato di Saulo, gli apostoli (e Giovanni) sembrano non essere coinvolti (At8,1).
L'ultimo accenno esplicito di Atti a Giovanni è in At8,14-25, quando l'apostolo viene inviato assieme a Pietro in Samaria dove avvenne l'incontro con Simon Mago. Questa missione evangelizzatrice non sembra comunque aver troncato i legami con la chiesa madre di Gerusalemme.
In occasione degli eventi del Concilio di Gerusalemme (circa 49-50, At15,1-35), che lasciò liberi i pagani convertiti di non osservare i precetti della Torah, il ruolo svolto da Giovanni viene taciuto dagli Atti, che mettono in primo piano Pietro e Giacomo (non il "Maggiore" fratello di Giovanni, ucciso attorno al 44, ma il "fratello" di Gesù). Tuttavia nel resoconto paolino di Gal2,1-9 Giovanni viene collocato sullo stesso piano degli altri due discepoli: entrambi sono chiamati "colonne".

### Predicazione in Anatolia

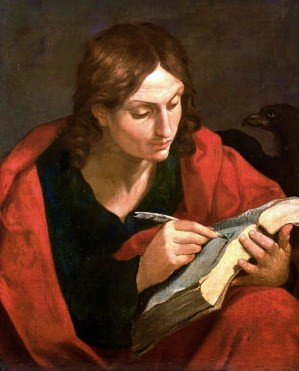
Guido Reni, Giovanni evangelista

Circa gli anni successivi agli eventi narrati negli Atti, le antiche tradizioni cristiane concordano nel collocare l'operato di Giovanni in Asia (cioè l'attuale Anatolia occidentale), in particolare a Efeso, con una breve parentesi di esilio nell'isola di Patmo.
In particolare, Ireneo di Lione afferma che « [...] Giovanni, il discepolo del Signore, quello che riposò pure sul petto di lui, anch'egli pubblicò un Vangelo, mentre soggiornava in Efeso d'Asia» (Adv.Haer.III,1,1).
Policrate di Efeso riporta una tradizione altrettanto antica quando, intorno all'anno 190, scrisse al Vescovo di Roma Vittore per difendere la prassi pasquale quartodecimana in uso nelle chiese d'Asia affermando di averla appresa dai «grandi luminari che riposano in Asia [...] : Filippo...morto a Gerapoli...; Giovanni, che si era chinato sul petto del Signore, che fu sacerdote e portò il petalon, che fu testimone e maestro, è morto ad Efeso» (Eusebio, Historia Ecclesiastica, V,24,2-3 e III,31,3).
A Policarpo di Smirne si riferisce Ireneo (a sua volta citato da Eusebio di Cesarea) nella lettera a Florino, collocando esplicitamente in Asia la predicazione di Policarpo in cui « [...] raccontava i suoi rapporti con Giovanni e con gli altri che avevano visto il Signore» (Eusebio, Hist. Eccl., V,20,6).
Eusebio di Cesarea, inoltre, segnalando che il nome "Giovanni" è presente due volte nell'elenco dei nomi tratto da Papia di Gerapoli e da lui riportato, afferma: «Con ciò viene dimostrata la veridicità del racconto di coloro che dicevano che in Asia due persone avevano lo stesso nome, e ricordavano che ancora oggi esistono due tombe che portano il nome di Giovanni a Efeso». (Eusebio, Hist. Eccl., III,39,6). Papia di Gerapoli, infatti, nella sua opera Esposizione degli Oracoli del Signore, afferma di riportare ciò che aveva appreso dai presbiteri, « [...] coloro che tramandano la memoria dei precetti dati dal Signore...Se poi veniva qualcuno che era stato discepolo dei presbiteri, chiedevo le parole dei presbiteri...Che cosa aveva detto Andrea, Pietro (...) Giovanni o Matteo (...) e ciò che dicono Aristione e il presbitero Giovanni, discepoli del Signore» (Eusebio, Hist. Eccl., 39,1-17).
Il contesto cronologico complessivo però è meno definito, e in particolare è ignota è la data in cui Giovanni (e secondo la tradizione anche Maria, sulla base di Gv19,26-27) si è trasferito in questa città, all'epoca la quarta metropoli dell'impero romano (dopo Roma, Alessandria e Antiochia). È possibile che l'apostolo si sia trasferito in Asia prima del Concilio di Gerusalemme (circa 49-50) e, soprattutto, prima del prolungato soggiorno nella città di Paolo (durato almeno due anni, dalle varie ipotesi cronologiche collocati tra il 52-58): in tal caso Giovanni sarebbe il fondatore di questa chiesa. Ad ogni modo, indipendentemente dalla sequenza cronologica (Giovanni poi Paolo oppure Paolo poi Giovanni), fu la figura di Giovanni a lasciare una netta impronta alle chiese asiatiche (vedi p.es. la questione quatordecimana sulla celebrazione della Pasqua).
Accenni contenuti in testi patristici nominano alcuni discepoli di Giovanni che poi giocarono ruoli di primo piano nella storia e nella letteratura cristiana: Papia di Ierapoli e Policarpo di Smirne.

#### Atti di Giovanni

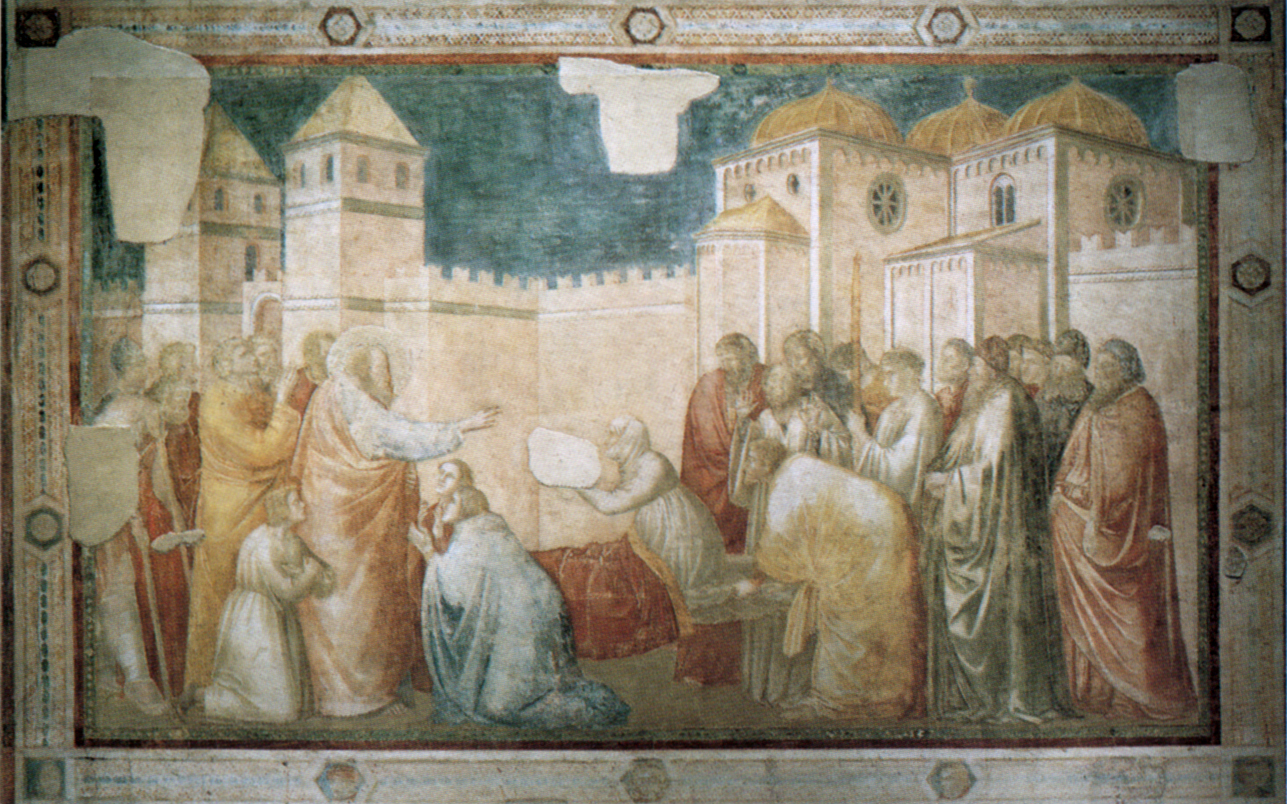
La risurrezione di Drusiana ad opera di Giovanni (Giotto, Cappella Peruzzi, 1318 circa)

L'apocrifo Atti di Giovanni (seconda metà II secolo) descrive dettagliatamente alcuni eventi della vita di Giovanni nel periodo del suo soggiorno a Efeso con lo stile agiografico-leggendario proprio degli apocrifi. Secondo la versione lunga del testo (tr. ing. Archiviato il 12 agosto 2010 in Internet Archive.), pervenutaci priva della parte iniziale, Giovanni si reca da Mileto a Efeso per una rivelazione divina. Qui incontra Licomede, un magistrato della città, e sua moglie Cleopatra. Dopo poco entrambi muoiono, ma Giovanni li risuscita. L'apostolo poi guarisce pubblicamente molti malati nel teatro della città. Un giorno entra nel tempio di Artemide e metà di questo crolla, causando molte conversioni al cristianesimo (secondo una versione latina 12.000). Per questo Giovanni rinuncia al suo proposito di recarsi a Smirne (ma il manoscritto tardivo Q. Paris Gr. 1468, dell'XI secolo, riferisce di un suo soggiorno colà con alcuni compagni per quattro anni). Quindi il testo riporta la miracolosa risurrezione della cristiana Drusiana, moglie di Andronico. La sezione successiva riporta un lungo discorso di Giovanni che descrive Gesù in chiave doceta, per cui la sua natura umana era solo apparente e lo stesso per i patimenti che gli si attribuiscono.
Alcune testimonianze latine (Abdia, Melito) aggiungono altri miracoli (ricompone miracolosamente i frammenti di un gioiello frantumato, trasforma pietre di gemme, risorge alcuni morti) accennando a una predicazione a Pergamo. Le varie versioni terminano col decesso dell'apostolo per cause naturali. In alcune versioni il corpo, dopo la sua sepoltura, non viene più ritrovato, lasciando ipotizzare un'assunzione al cielo.
Secondo la versione breve del testo (tr. ing.), dopo la distruzione del tempio di Gerusalemme (70), l'imperatore Domiziano (regno 81-95) sente parlare dell'apostolo e manda a chiamarlo da Efeso. Giunto al suo cospetto a Roma gli parla della fede cristiana nel Regno futuro di Gesù, figlio di Dio. L'imperatore gli chiede una prova e Giovanni chiede una coppa di veleno che beve (vedi Mt20,20-23;Mc10,35-40) rimanendo miracolosamente illeso. Domiziano dubita dell'efficacia del veleno e lo fa bere a un condannato a morte che muore all'istante, ma Giovanni lo risuscita. Poco dopo risuscita anche un servo dell'imperatore da poco deceduto. Domiziano dunque, che aveva fatto votare dal senato un decreto contro i cristiani, ma non voleva applicarlo a Giovanni, ordina che sia esiliato nell'isola di Patmo. Qui ha la rivelazione della fine (Apocalisse). A Domiziano succede Nerva (96-98), che abolì gli esili forzati imposti dal predecessore, ma solo sotto Traiano (98-117) Giovanni ritorna a Efeso. Data la tarda età ordina come suo successore Policarpo. L'apocrifo termina con una lunga serie di preghiere di Giovanni in punto di morte e col suo decesso per cause naturali.

#### Altre fonti
Sebbene lo stile leggendario dell'apocrifo ne renda improbabile un completo valore storico è possibile che il testo abbia raccolto qualche elemento fondato. Sia la residenza a Efeso che il soggiorno presso Patmo sotto Domiziano sono documentati da altre fonti. Girolamo precisa l'anno dell'esilio al 14° del regno dell'imperatore (95) in occasione di una seconda persecuzione (dopo la prima di Nerone), confermando il ritorno a Efeso sotto Nerva ("Pertinax") e la morte sotto Traiano.
Ireneo ricorda, durante il soggiorno di Giovanni a Efeso, il suo scontro con Cerinto, un cristiano poi giudicato eretico che sosteneva una dottrina adozionista. In tal senso possono essere contestualizzati gli accenni presenti nel quarto vangelo alla preesistenza del Logos-Gesù.
Tertulliano accenna brevemente a un episodio secondo il quale Giovanni a Roma, sede del martirio di Pietro e Paolo, fu immerso nell'olio bollente, ma non ne patì e fu esiliato in un'isola (Patmo). Il miracolo, che non trova riscontro in nessun'altra fonte storica e va probabilmente inteso come una leggenda tardiva, non è contestualizzato, ma la tradizione cristiana (ripresa in particolare dalla Legenda Aurea c. 69) lo ha localizzato presso la Chiesa di San Giovanni in Oleo, nei dintorni della Porta Latina, sotto l'imperatore Domiziano. Un possibile accenno al supplizio inflitto a Giovanni, secondo una recente e suggestiva ipotesi, è presente nella IV satira di Giovenale: dopo la narrazione dell'uccisione, per ordine di Domiziano, del nobile Acilio Glabrione, probabilmente a causa della sua adesione al Cristianesimo, è raccontata la cattura di un enorme pesce peregrinus (straniero) che l'imperatore avrebbe cucinato in una capiente padella in veste di Pontefice Massimo. L'allusione a Giovanni potrebbe cogliersi dal significato cristologico dell'immagine del pesce, dal contesto dell'intera satira, e dal legame fra la persecuzione anticristiana di Domiziano e un'indagine concernente il fiscus iudaicus.

#### Tradizione archeologica

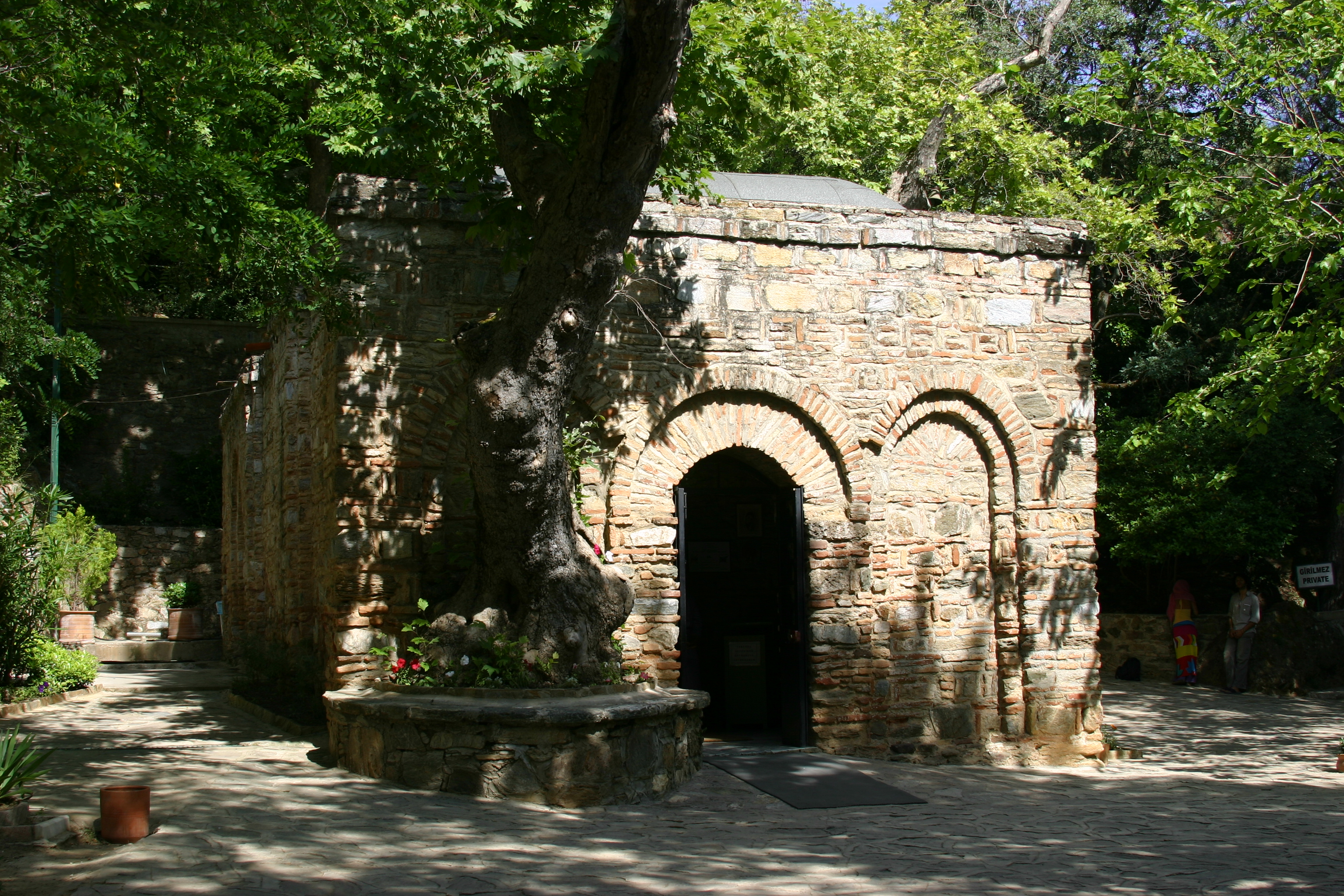
Esterno della restaurata casa di Maria a Efeso, considerata dimora della madre di Gesù e di Giovanni.

Sul sito a Efeso, considerato sede del sepolcro di Giovanni, fu costruita una basilica nel VI secolo, sotto l'imperatore Giustiniano, della quale oggi rimangono solo tracce.
A Patmo una grotta detta "dell'Apocalisse" viene indicata come dimora dell'apostolo durante il suo momentaneo esilio. Dal 1999 è uno dei Patrimoni dell'umanità dell'UNESCO, assieme al Monastero di San Giovanni.
Ricerche archeologiche condotte alla fine del secolo scorso, sulla base delle visioni della monaca agostiniana Anna Katharina Emmerick (1774 - 1824), hanno permesso il ritrovamento a circa 9 km a sud di Efeso della casa di Maria (da non confondere con la "Santa Casa" di Loreto), dove sarebbero vissuti la madre di Gesù e l'apostolo Giovanni.

### Morte

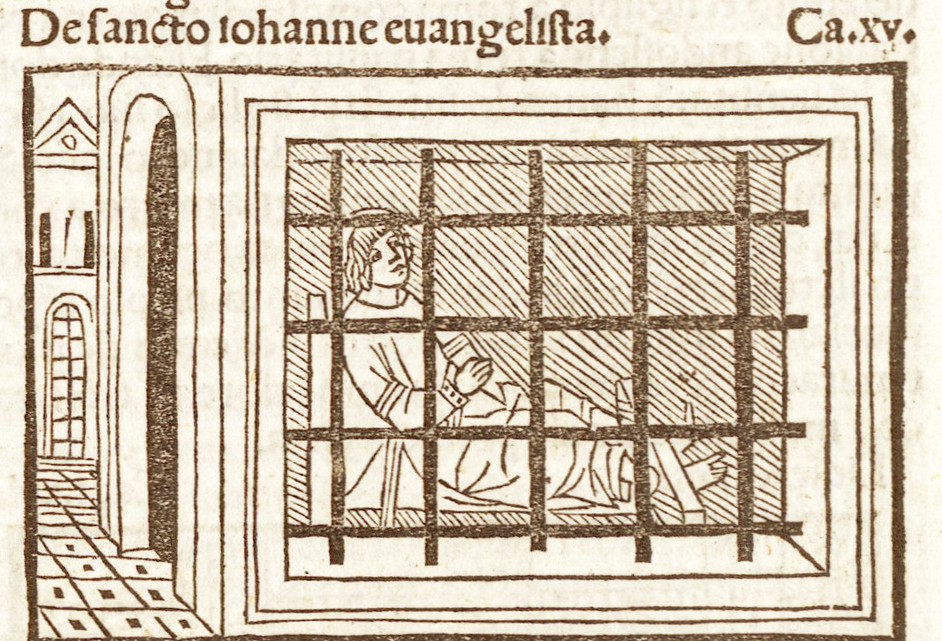
La prigionia di Giovanni sotto il regno di Domiziano nella Legenda Aurea (1497)

Giovanni rappresenta un caso particolare tra i dodici apostoli poiché la tradizione lo indica come l'unico morto per cause naturali e non per martirio, tanto che i paramenti liturgici per la sua festa sono bianchi e non rossi. Oltre agli Atti di Giovanni, alcune indicazioni patristiche sono concordi nel datare la morte a Efeso sotto l'impero di Traiano (98-117) e Girolamo specifica la data con precisione al 68º anno dopo la passione del Signore, cioè nel 98-99. Esiste comunque una secolare tradizione, riportata anche nella Legenda Aurea, secondo cui Giovanni avrebbe subito un tentativo di martirio a Roma, presso porta Latina, dove oggi sorge la chiesa di San Giovanni in Oleo, durante la persecuzione di Domiziano; constatato che l'olio bollente non riusciva a bruciare il corpo dell'apostolo, Domiziano lo accecò e lo rimandò ad Efeso, dove poi morì.
Come racconta il quarto vangelo (Gv21,20-23), c'era tra le comunità cristiane la curiosa leggenda per cui Giovanni, l'apostolo prediletto, non sarebbe morto prima della parusia di Gesù. La leggenda traeva ispirazione dalla longevità dell'apostolo: un'età di 90-100 anni rappresentava per l'epoca un elevato traguardo. Assumendo inoltre l'autenticità giovannea dell'Apocalisse, testo che rivela la fine del mondo e il ritorno del Signore, poteva essere logico ipotizzare che all'apostolo sarebbe stato concesso di vivere quello che aveva visto estaticamente. Alla morte di Giovanni alcuni suoi discepoli hanno inserito in appendice il racconto per chiarire che la leggenda non aveva fondamento nella predicazione di Gesù.

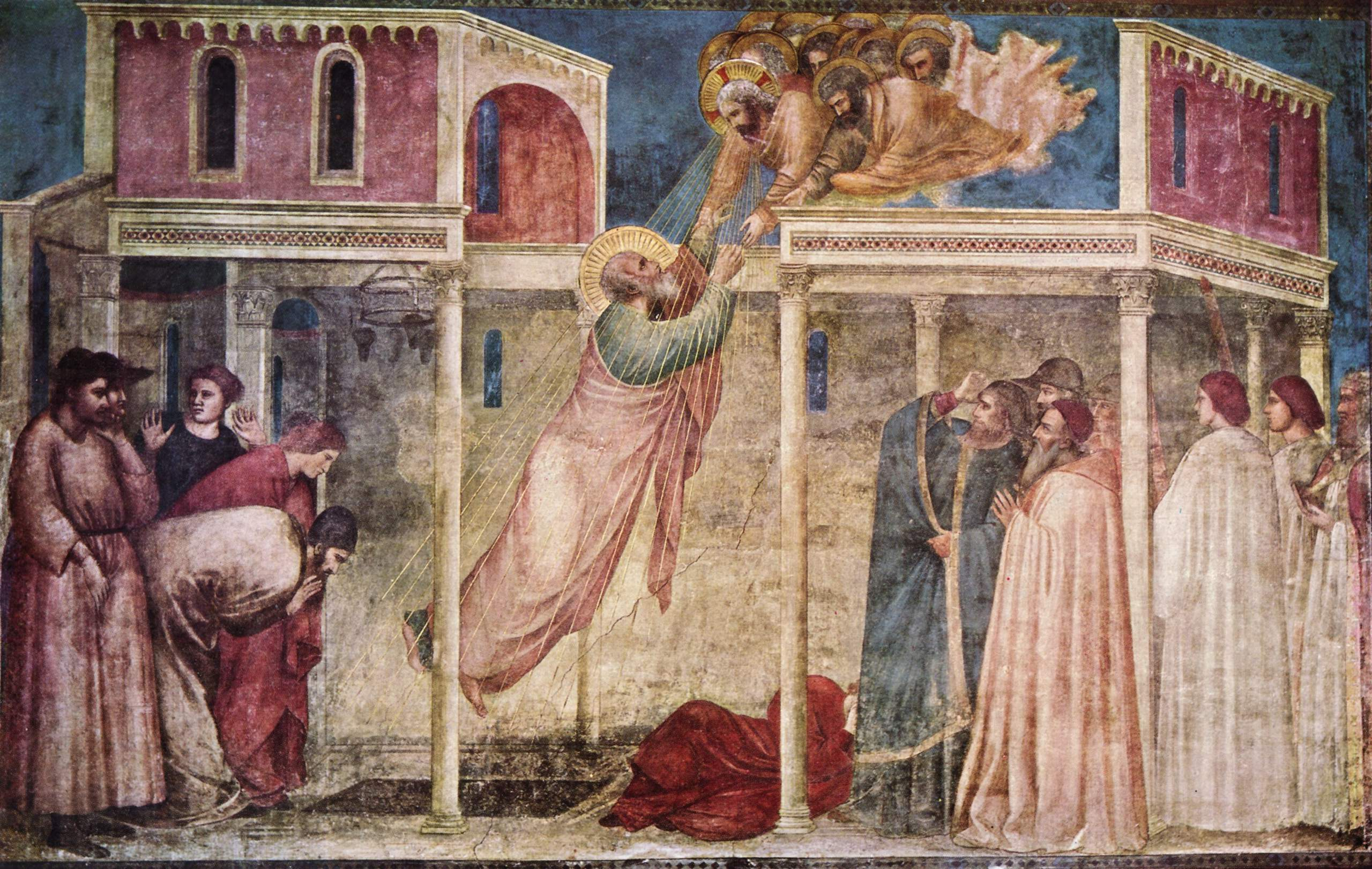
Assunzione di Giovanni (Giotto, Cappella Peruzzi, 1320 circa)

L'apocrifo Atti di Giovanni descrive una sua lunga preghiera d'addio e varie versioni (considerate tutte leggende tardive) divergono circa la sua fine:
- muore dicendo «La pace sia con voi, fratelli»
- viene avvolto da una luce abbagliante e muore, e dalla sua tomba esce della manna;
- il mattino seguente alla sepoltura i discepoli non ne trovano più il corpo (o ne trovano solo i sandali), lasciando ipotizzare un'assunzione al cielo. Questo particolare, sebbene abbia goduto di una certa fortuna artistica, non è stato accolto dalla tradizione teologica cristiana che riconosce l'"assunzione" solo per Elia e per Maria (per il caso di Gesù si parla propriamente di "ascensione").

## Opere attribuite o riferite

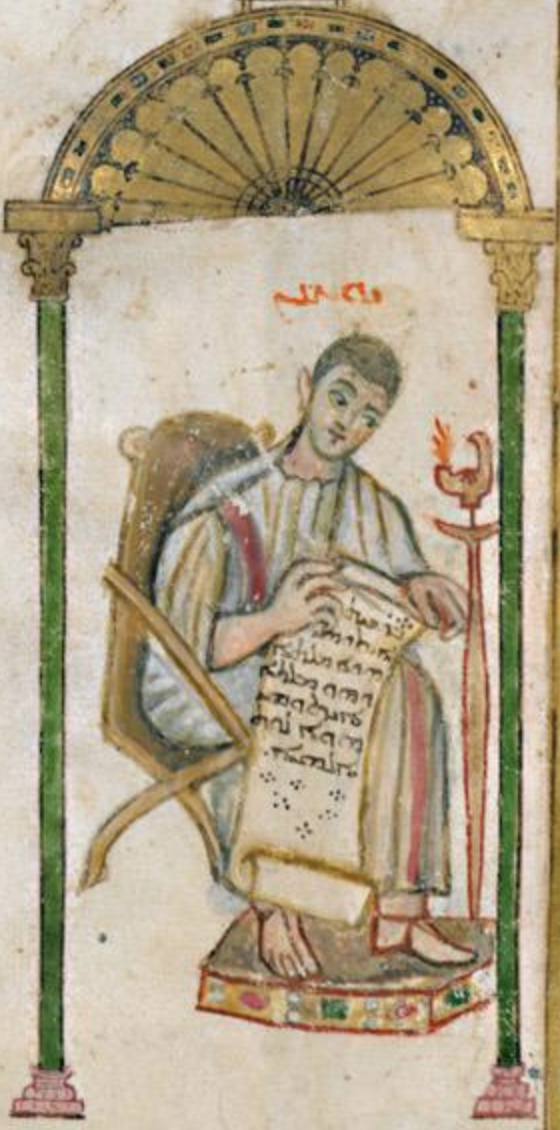
Una rappresentazione cristiana siriaca di San Giovanni Evangelista, dai Vangeli Rabbula, VI secolo.

A Giovanni la tradizione cristiana ha attribuito (ne è considerato l'autore) o riferito (è il soggetto della narrazione) alcune opere. Una divisione immediata è tra quelle canoniche, incluse tra i libri della Bibbia (nella fattispecie del Nuovo Testamento), e apocrife (cioè escluse dalla Bibbia).

### Canoniche

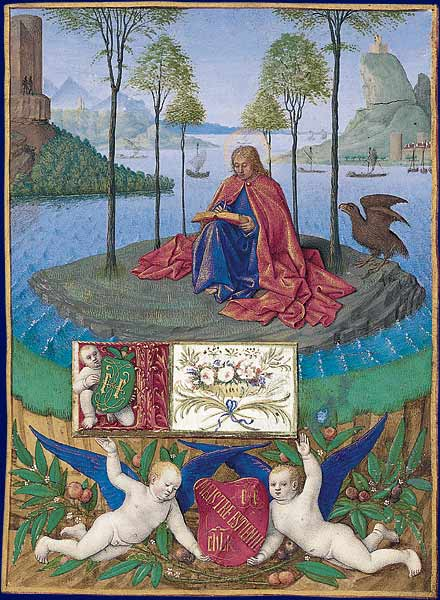
Giovanni nell'isola di Patmo, miniatura di Jean Fouquet (circa (1452-1460).

Per secoli la tradizione cristiana ha attribuito all'apostolo Giovanni il quarto vangelo, la prima lettera e l'Apocalisse. Nell'antichità qualche dubbio era sorto sulla paternità della seconda e terza lettera, che alcuni attribuivano a un Giovanni "presbitero" diverso dall'apostolo, ma la tradizione ha poi di fatto identificato i due Giovanni. In epoca contemporanea storici ed esegeti hanno rinunciato ad attribuire le cinque opere alla redazione di un unico personaggio e preferiscono parlare di una scuola (o circolo o tradizione) giovannea, che si rifà alla testimonianza e all'insegnamento dell'apostolo.
La redazione delle opere, scritte in greco, è ipotizzata a Efeso verso fine I - inizio II secolo.
- Vangelo di Giovanni. Il quarto vangelo, che come gli altri tre non esplicita il nome dell'autore, è attribuito dalla tradizione cristiana all'apostolo Giovanni. Le più antiche testimonianze al riguardo risalgono al II secolo.[18] Questa attribuzione può spiegare alcune caratteristiche biografiche riferite all'apostolo: l'enfasi con cui Giovanni Battista viene definito precursore e testimone di Gesù può essere relativa a un precedente discepolato dell'apostolo verso lui; l'enfasi su Gesù-Logos preesistente prima dell'incarnazione è in antitesi con l'insegnamento dell'adozionista Cerinto, col quale l'apostolo si scontrò verso la fine della sua vita a Efeso. Una parte minoritaria della critica contemporanea ammette come possibile una iniziale redazione giovannea, ma ritiene che il testo, che nella forma pervenutaci presenta alcuni doppioni e non sequitur, sia stato soggetto ad altre redazioni fino all'inizio del II secolo. Gli studiosi dell'interconfessionale Bibbia TOB[70] sottolineano, invece, in merito a una redazione di tale vangelo fatta dallo stesso apostolo Giovanni, come "la maggior parte dei critici esclude questa eventualità" e anche gli esegeti della École biblique et archéologique française (i curatori della Bibbia di Gerusalemme)[71] osservano che "simile identificazione, per quanto venerabile, non resta esente da difficoltà. Alcuni grandi esegeti cattolici, dopo averla ammessa, l'hanno abbandonata. Certamente sono stati indotti da seri motivi. Ci si può domandare perché l'apostolo Giovanni abbia omesso di raccontare alcuni episodi ai quali aveva assistito, episodi importanti come la risurrezione della figlia di Giàiro (Mc5,37), la trasfigurazione (Mc9,2), l'istituzione dell'eucaristia (Mc14,17s), l'agonia di Gesù al Getsèmani (Mc14,33)"; inoltre, gli studiosi del Nuovo Grande Commentario Biblico[1] rilevano che "un'altra difficoltà per l'affermazione che Giovanni, il figlio di Zebedeo, sia l'autore del quarto vangelo, viene da quanto presuppone Mc10,39: tutti e due i fratelli avrebbero sofferto il martirio. Gv21,20-23 asserisce abbastanza chiaramente che il discepolo prediletto non morì martire come Pietro" e anche Raymond Brown[72] - concordemente a molti altri studiosi, come l'esegeta John Dominic Crossan[73], è tra i cofondatori del Jesus Seminar, e lo storico e biblista Bart Ehrman[74] - ritiene che il vangelo secondo Giovanni e i sinottici siano di autori ignoti e sottolinea altresì che tali autori non furono neppure testimoni oculari.
- Prima lettera di Giovanni. Il testo non esplicita il nome dell'autore, e anche in questo caso la tradizione lo attribuisce all'apostolo Giovanni.[Nota 13] Tra gli studiosi contemporanei, comunque, "la maggioranza ritiene che non si tratti della stessa persona, ma di qualcuno che conosceva molto bene gli insegnamenti contenuti in quel Vangelo e che intendeva affrontare alcuni problemi sorti nella comunità in cui si leggeva quel Vangelo"[Nota 14] e, concordemente, gli esegeti del Nuovo Grande Commentario Biblico[75] ritengono che "un confronto tra 1Gv e il quarto vangelo indica che 1Gv (e di conseguenza 2 e 3Gv) non è opera dell'autore del vangelo". È costituita da un insieme di esortazioni alla vita cristiana e compare il tema dell'anticristo. Come per il quarto vangelo, anche in questa lettera appaiono affermazioni di tipo anti-doceta e anti-adozionista (v. in particolare l' incipit) che possono rimandare allo scontro tra Giovanni (e/o i suoi discepoli) e Cerinto.
- Seconda e Terza lettera di Giovanni. Questi brevi testi, secondo le indicazioni dei rispettivi incipit (2Gv1;3Gv1[76]), sono dette opera di un anonimo "presbitero". Alcune indicazioni patristiche antiche attribuiscono all'anonimo il nome di Giovanni e collocano il suo operato a Efeso, ma lo distinguono dall'apostolo.[Nota 4] La maggioranza degli studiosi attuali[77], anche cristiani, in merito alle le tre lettere attribuite a Giovanni - che, come precisato sopra per la Prima lettera, non sono considerate opera dell'apostolo Giovanni, figlio di Zebedeo - ritiene che in tali lettere "espressioni parallele in apertura delle lettere («che io amo nella verità», 2Gv1; 3Gv1; «Mi sono rallegrato molto di aver trovato [...] camminando nella verità», 2Gv4; 3Gv3), e in chiusura (2Gv12; 3Gv13) mostrano che le lettere sono della medesima persona", ma "un confronto tra 1Gv e il quarto vangelo indica che 1Gv (e di conseguenza 2 e 3Gv) non è opera dell'autore del vangelo"[78].
- Apocalisse di Giovanni. Nell'ultimo libro del canone cristiano l'autore dell'Apocalisse si identifica col nome di Giovanni (Ap1,1;1,4;1,9;22,8[79]) e si dice residente nell'isola di Patmo (Ap1,9[80]). La successiva tradizione cristiana, a partire dall'inizio del II secolo,[22] lo ha identificato con l'apostolo ed evangelista. Tale interpretazione, anche secondo gli esegeti del Nuovo Grande Commentario Biblico, non è però condivisa e "la causa a favore della paternità di uno dei Dodici per Ap non trova molti sostenitori. Si immagina che Giovanni, figlio di Zebedeo, si sia trasferito in Asia Minore e sia vissuto fino al 95 circa; tuttavia, non è molto probabile. La questione è complicata da una tradizione, secondo la quale Giovanni, figlio di Zebedeo, fu martirizzato probabilmente prima del 70" e "sembra più opportuno concludere che l'autore era un profeta appartenente alle prime comunità cristiane, di nome Giovanni, altrimenti sconosciuto"[81]; tra il Vangelo Secondo Giovanni e l'Apocalisse, "inoltre, come i filologi antichi avevano già osservato, sono diversi la forma e lo stile. Studi approfonditi hanno mostrato che l'autore ha appreso il greco come seconda lingua ed era di madrelingua aramaica o, comunque, semitica. Il suo greco è alquanto sgraziato, talvolta anche sgrammaticato. Questo non è certo il caso del Vangelo di Giovanni, che va quindi attribuito a un altro autore"[82]. Il testo, al pari delle varie apocalissi giudaiche apocrife, si presenta come una visione estatica in cui vengono rivelate "le cose che devono presto accadere", facendo ampio ricorso a immagini e strutture numeriche. Per secoli il libro è stato inteso come fedele cronaca degli eventi relativi alla fine del mondo (parusia). L'esegesi contemporanea, più attenta alla contestualizzazione storica della redazione (Sitz im Leben), la intende come una rilettura allegorica della Chiesa dell'epoca, ora perseguitata dalla bestia (l'Impero romano), ma l'agnello (Cristo) risulterà infine vittorioso.

### Apocrife
- Atti di Giovanni. Scritto in greco nella seconda metà del II secolo, pervenutoci sotto diverse redazioni con alcune variazioni, descrive alcuni eventi della vita di Giovanni nel periodo del suo soggiorno a Efeso con lo stile agiografico-leggendario proprio degli apocrifi. Presenta influenze docetiste e gnostiche.
- Apocrifo di Giovanni. Scritto in greco nel II secolo, prima del 185, contiene un dialogo privato (secretum) tra l'apostolo e Gesù dopo la sua risurrezione nel quale vengono rivelate verità di fede di tipo gnostico.
- Interrogatio Johannis. Composto nel XII secolo presso la setta manichea dei Bogomili della Bulgaria, ci è pervenuto in una traduzione latina. Contiene un dialogo privato tra Gesù e l'apostolo nel contesto dell'ultima cena e si presenta di matrice fondamentalmente manichea con influssi gnostici.

## Pensiero
I cinque testi tradizionalmente attribuiti all'apostolo Giovanni mostrano, oltre a somiglianze di stile e vocabolario, anche temi concettuali e teologici comuni. Come sopra indicato l'esegesi contemporanea attribuisce la redazione definitiva dei testi non direttamente a Giovanni, ma a una scuola di più autori-redattori che può aver raccolto l'insegnamento dell'apostolo. In tale ottica, la "teologia giovannea" deve essere vista non come il frutto diretto di un singolo pensatore, ma come il condensato di una tradizione ecclesiologica a lui riferita.
Nella sostanza la teologia giovannea non si differenzia da quella presente implicitamente o esplicitamente negli altri scritti cristiani neotestamentari. Alcuni concetti sono però introdotti o sviluppati in una maniera propria e particolare che non trova paralleli.

### Logos

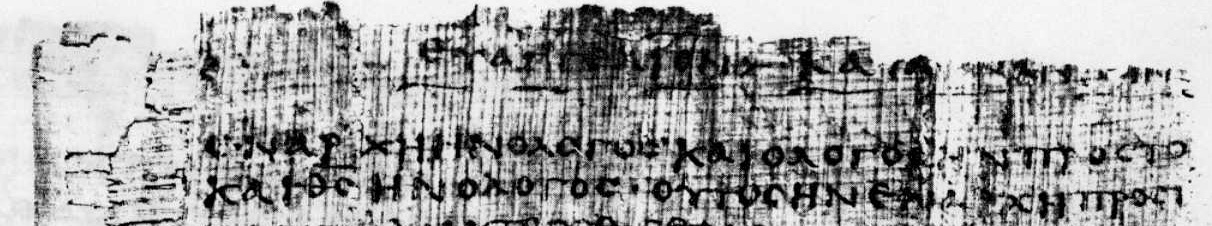
Il "Prologo" o "Inno al Logos" nel Papiro 66 (circa 200) attualmente conservato a Ginevra

La più nota peculiarità della teologia giovannea è la definizione di Gesù come Logos (vedi in particolare il prologo evangelico nel cap. 1, ma anche 1Gv1,1 e Ap19,13). Il termine greco è ampiamente polisemico e può significare "parola", "dialogo", "ragionamento", "progetto", "ragion d'essere". Nelle traduzioni bibliche, che non possono rendere la polisemia originaria, viene talvolta reso con "parola" (escludendo così gli altri campi semantici) oppure con "verbo" (traslitterazione della resa verbum, adottata dalla Vulgata di Girolamo, che però non ha nulla a che vedere con la forma grammaticale omonima).
Al Logos giovanneo vengono attribuite esplicitamente alcune caratteristiche presenti anche in alcune lettere paoline, ma non esplicitate negli altri tre vangeli. Per questo Giovanni è stato dalla tradizione successiva indicato come l'evangelista teologo per eccellenza. In particolare, il Logos-Gesù è Dio (Gv1,1;20,28), è preesistente alla creazione del cosmo (Gv1,1;8,58;17,5;1Gv1,1), e questo è stato fatto tramite lui (Gv1,3;1,10).
Una particolare enfasi viene data al fatto che il Logos preesistente si è fatto carne (Gv1,14;1Gv1,1-3;2Gv7), in modo tale da essere ascoltato, visto, contemplato, toccato. Nel cosiddetto "discorso del pane" di Gv6, dove a Gesù viene attribuita una lunga esortazione eucaristica, viene poi adottato il verbo "masticare" (reso solitamente col più blando "mangiare") che vuole sottolineare la presenza reale-materiale, e non solo simbolica-spirituale, nel pane eucaristico.
Questi accenni alla preesistenza e alla realtà materiale dell'incarnazione, dai biblisti e storici contemporanei, sono solitamente contestualizzati al panorama teologico delle chiese nelle quali i testi sono stati redatti (sitz in leben, situazione vitale).
L'autore (l'apostolo Giovanni e/o i suoi discepoli) voleva con queste precisazioni contestare alcune correnti teologiche giudicate eretiche come l'adozionismo (per cui Gesù non era "figlio di Dio" dalla nascita, ma solo una persona virtuosa "adottata" da Dio al momento del suo battesimo) e il docetismo (per cui Gesù non era umano ma lo era solo in modo apparente).

### Giovanni Battista
La figura di Giovanni Battista è presente anche negli altri tre vangeli. Mentre però in questi viene affermata solo una sorta di priorità cronologica su Gesù, lasciando al Battista un implicito ruolo di precursore, il vangelo di Giovanni afferma esplicitamente la sua inferiorità a Gesù il messia atteso: "Lui deve crescere e io invece diminuire" (Gv3,30, vedi anche Gv1,8;1,15;1,20;1,29-34;5,33-36;10,41).
Assumendo la tradizionale identificazione dell'"altro discepolo" di Gv1,35-40 con lo stesso Giovanni, questa preferenza di Gesù al Battista può avere un fondamento autobiografico. È possibile inoltre che alcune delle chiese cristiane di fine I secolo, a Efeso o altrove, si siano confrontate con singoli fedeli o gruppi che si rifacevano al movimento battista: è il caso p.es. di Apollo che era nativo di Alessandria e "conosceva il battesimo di Giovanni", ma che a Efeso aderì al cristianesimo (At18,22-28). In tal caso questi accenti hanno uno scopo apologetico.

### Mondo e Giudei
Tutti i quattro vangeli concordano nel sostenere che il ministero di Gesù fu caratterizzato, dal punto di vista umano, da un sostanziale fallimento: le autorità ebraiche non lo riconobbero come il messia atteso, le folle passarono da un iniziale entusiasmo ad un progressivo abbandono (la cosiddetta "crisi galilaica"), al suo arresto anche gli apostoli (secondo Gv19,26-27 fece eccezione il discepolo che amava) lo abbandonarono per paura. Il quarto vangelo sottolinea in diversi loci questo rifiuto, opponendo alla rivelazione di Gesù-Logos incarnato il suo rifiuto da parte di due categorie, il mondo-cosmo (Gv1,10;3,19;7,7;8,23;14,19;15,18-19;16,33;17; 1Gv15-17;3,1;3,13;5,5) e i Giudei (Gv5,16-18;6,41;7,1;7,13;8,52;9,22;10,31-33, e in particolare durante il processo di Gesù nel c.18).
Questa colorazione negativa in blocco dei "Giudei" ha portato alcuni a vedere in Giovanni un esplicito antisemitismo. Tuttavia questa categoria dev'essere intesa come una sorta di finzione letteraria, raggruppante gli oppositori di Gesù, e non come l'indicazione di un gruppo etnico. Tra i Giudei lo stesso vangelo riporta che diversi credettero in lui Gv8,31;12,11, e tutti i cristiani della prima ora erano Giudei, come lo stesso Gesù.

### Dualismo
Oltre al dualismo antitetico Gesù-Logos / Giudei-Mondo, in particolare nel quarto vangelo compaiono antitesi dualiste come luce/tenebre, spirito/carne, vita/morte, fede/non fede.
L'inquadramento storico di questo dualismo ha dato origine a numerose speculazioni:
- gli esseni definivano se stessi come i "figli della luce", contrapposti ai "figli delle tenebre", similmente al dualismo giovanneo luce/tenebre. Questo ha fatto ipotizzare un'influenza essena sul quarto vangelo, ma non è chiaro, se avvenuta, in quale momento della tradizione abbia avuto luogo: Battista, maestro di Giovanni, esseno? Giovanni esseno? Gesù esseno? Contatti con movimenti esseni delle comunità giovannee?
- nello gnosticismo era presente il dualismo corpo/materia ma in maniera estremizzata (bene/male). Questo ha fatto parlare di influssi gnostici nel quarto vangelo, ma in questo la carne non arriva mai ad essere "demonizzata", e al contrario sottolinea il fatto che lo stesso Logos si fece carne (v. sopra). È stato quindi ipotizzato in Giovanni un dualismo che poi verrà estremizzato dagli gnostici.

### Anticristo
In alcuni passi della Prima e Seconda lettera di Giovanni (1Gv2,18;2,22;4,3; 2Gv7) viene nominato l'Anticristo. In questi testi l'epiteto non sembra essere riferito a un preciso e definito personaggio storico (notare il plurale in 1Gv2,18), quanto piuttosto a una tendenza o corrente che negava Gesù, e in particolare l'incarnazione del Figlio-Logos in Gesù.
La figura dell'Anticristo ha goduto di una certa fortuna nella successiva tradizione cristiana che però lo ha decontestualizzato dalla situazione redazionale (sitz im leben) delle lettere: di volta in volta qualche studioso o autore cristiano, senza però il riconoscimento ufficiale del magistero, ha bollato come anticristo qualche autorevole personaggio storico che si opponeva alla Chiesa o alla sua attività.

## La tradizione giovannea nella storia della Chiesa
- Come si è detto, il IV vangelo attribuito tradizionalmente all'apostolo Giovanni di Zebedeo fu completato nella sua forma attuale verosimilmente non più tardi del 100; anche se il Papiro 52 mostra che il vangelo era conosciuto in Egitto dal 130, tuttavia nella letteratura cristiana a noi nota c'è poca evidenza del suo uso al di fuori dei circoli gnostici prima del 170. L'unica citazione sicura prima degli scritti di Ireneo di Lione si trova nel testo di Teofilo d'Antiochia Ad Autolycum (ii.22), databile intorno al 170.

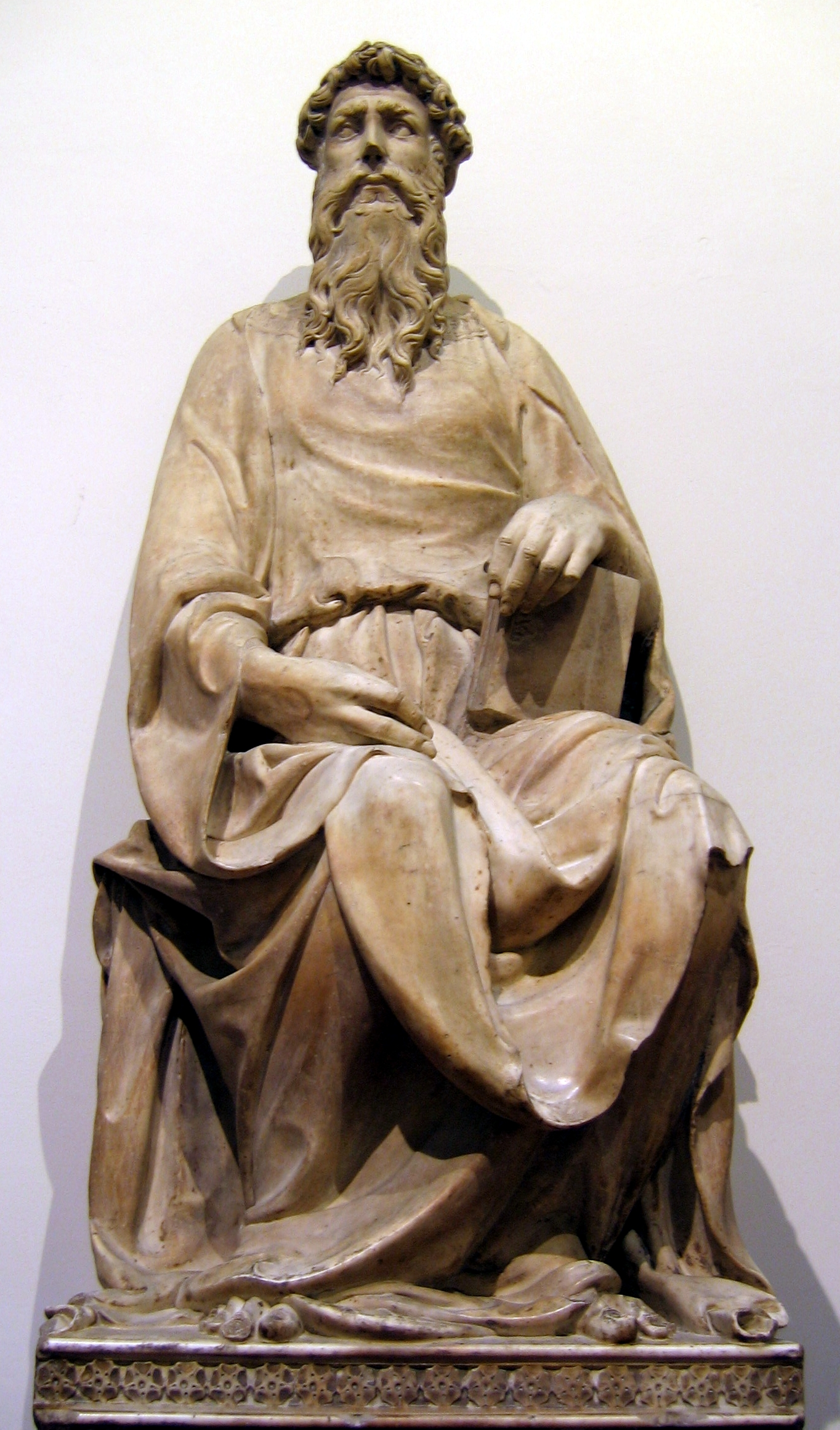
San Giovanni evangelista, scultura in marmo di Donatello, Museo dell'Opera del Duomo (Firenze)

- Ignazio di Antiochia, morto verso il 107, potrebbe essere stato a conoscenza della tradizione teologica giovannea, che secondo alcuni autori avrebbe avuto una fase siriaca o antiochena di sviluppo, ma non cita il vangelo né vi allude; anzi, l'assenza di menzioni di Giovanni nella lettera alla chiesa di Efeso (luogo tradizionale dell'origine del vangelo) fa ancor più dubitare che Ignazio lo conoscesse.
- Giustino, morto verso il 165, non cita esplicitamente il vangelo, né vi allude con chiarezza, il che è sorprendente se si pensa al suo uso del concetto di logos. Benché questo concetto abbia primariamente affinità con il contemporaneo stoicismo, col medioplatonismo e la tradizione sapienziale giudaica, qualche riferimento al quarto vangelo avrebbe appropriatamente rafforzato l'argomentazione, sia nelle Apologie che nel Dialogo con Trifone Giudeo. La non utilizzazione del IV vangelo e il silenzio riguardo ad esso nei primi anni del II secolo, considerati solitamente "ortodossi", può indicare sia che il vangelo non era conosciuto, sia che si era esitanti nell'utilizzarlo per qualche sospetto in merito alla sua ortodossia. Le testimonianze disponibili, per quanto scarne, puntano in questa seconda direzione.
- Tra il II e III secolo appare il primo commentario gnostico al vangelo secondo Giovanni a opera di quello che a detta di Clemente di Alessandria è il più importante esponente della scuola Valentiniana: Eracleone, maestro gnostico attivo dal 145 fino al 180. Una prova in più di quanta considerazione avesse il mondo variegato dello gnosticismo di matrice cristiana per il pensiero di Giovanni. A questo scritto fa subito seguito un commentario di Origene, in gran parte scritto in risposta a quello. Mentre nel commentario di Origene il Padre coincide con il Dio ebraico dell'Antico Testamento, per Eracleone invece questa coincidenza non è presente in quanto il Dio degli ebrei, ovverosia Javhè, è solo il Demiurgo, il dio del mondo e non coincide affatto con il Logos giovanneo, caratterizzato come Dio del tutto. In questo stesso periodo anche Ippolito di Roma, morto nel 235 e discepolo di Ireneo vescovo di Lione, si è dedicato all'interpretazione dei testi giovannei, ma non in maniera così particolareggiata come invece hanno fatto Eracleone e Origene.
- Presumibilmente sul finire degli anni 300 è collocabile il Commentario al vangelo di Giovanni di Giovanni Crisostomo.
- Sul finire dell'impero romano e l'annuncio delle invasioni barbariche che taluni interpretano come presagio dell'imminente apocalisse, anche il filosofo Agostino si cimenta in un commentario del testo giovanneo: In Johannis evangelium tractatus.
- Al IV e V secolo è databile la composizione del testo Atti di Giovanni del diacono Procoro. Scritto appunto dal diacono greco Procoro, è un romanzo di notevole estensione (50 lunghi capitoli) dedicato in gran parte a miracoli compiuti nell'isola di Patmo da Giovanni allorché lì era stato esiliato prima di fare ritorno nuovamente a Efeso per trascorrervi i suoi ultimi anni. L'autore conosceva gli antichi Atti del santo apostolo ed evangelista Giovanni il teologo, ma si direbbe che pone molta attenzione a tenersene lontano. L'autore aveva ben poca cultura, forse era un tranquillo presbitero ammogliato, appartenente alla chiesa antiochena o palestinese; certo non era né un asceta né un monaco.
- Tra il V e il VI secolo appare scritto in greco un testo che vuole essere attribuito a Giovanni, dal titolo Seconda Apocalisse di Giovanni. In questo testo, attestato per la prima volta da Dioniso Trace nel IX secolo, nella forma di una intervista, Gesù Cristo risorto spiega all'apostolo Giovanni i misteri che vuol far conoscere e le nuove pratiche da diffondere tra i fedeli. In quanto analogo in parte all'originaria apocalisse di Giovanni, il titolo di Seconda Apocalisse di Giovanni gli è stato dato da F. Nau tra il 1908 e il 1914 in appunto a uno scritto greco contenuto in un manoscritto della Biblioteca Nazionale di Parigi che a sua volta era stato acquistato a Nicosia (Cipro) nel 1671. Il testo potrebbe verosimilmente essere anche più antico, ma la composizione a noi nota si colloca tra il VI e l'VIII secolo.
- Nel VI secolo sul sepolcro di Giovanni a Efeso viene costruita una Basilica in suo onore ad opera dell'imperatore Giustiniano.
- Al VI secolo-VII secolo è databile lo scritto Memorie Apostoliche di Abdia primo vescovo di Babilonia al cui interno figura un Libro V dedicato alle Gesta di San Giovanni Evangelista.
- Tra il VII e VIII secolo è approssimativamente databile un testo copto sahidico Misteri che Giovanni, l'apostolo santo e vergine, imparò in Cielo, il cui originale è conservato al British Museum di Londra, così chiamato dalla frase iniziale del manoscritto. Anche per questo testo è alquanto verosimile che la narrazione, in forma orale o scritta, possa essere più antica.
- In età carolingia i commentatori di Giovanni di maggior rilievo furono: Alcuino, Claudio di Torino, Rabano Mauro, Valafrido Strabone.
- Al IX secolo risale invece uno dei più importanti e particolareggiati commentari al solo incipit del vangelo giovanneo ad opera del filosofo irlandese Giovanni Scoto Eriugena: Omelia sul prologo di Giovanni. Questo scritto, che viene ritenuto una delle opere più eminenti della storia della letteratura latina, ha tra le altre cose la particolarità che il filosofo si spinge nella sua grande e spassionata considerazione per Giovanni a ritenerlo il rappresentante più evoluto della specie umana, addirittura al di sopra degli stessi angeli e delle relative gerarchie, sino a dire chiaramente che Giovanni per capire Dio in maniera così profonda doveva essere lui stesso Dio. E a rigore di logica il ragionamento del filosofo medievale è di una intelligibilità immediata.
- Il testo anonimo Interrogatio Johannis proviene alla setta dei Bogomili di Bulgaria, fiorita nell'oriente balcanico dal X al XIV secolo, emanazione, al pari dei catari, albigesi e patari dai pauliciani e da tendenze gnostiche come il marcionismo[Nota 16].
- Dell'abate e monaco cistercense Gioacchino da Fiore, peraltro su posizioni vicine all'eresia, ci è pervenuto un Commentario dell'Apocalisse e un Tractatus super quattuor evangelia.
- Tommaso d'Aquino scrisse un Commentario al vangelo di Giovanni (Lectura super Ioannem).
- Isaac Newton ha scritto un Trattato sull'Apocalisse di Giovanni.

### Giovanni e la tradizione esoterica
Secondo la tradizione esoterica Giovanni avrebbe ricevuto un insegnamento segreto dallo stesso Gesù e questo insegnamento Giovanni lo avrebbe trasmesso in seguito a una Chiesa invisibile. Secondo questa concezione, il cristianesimo ufficiale o essoterico, quindi, non sarebbe altro che una volgarizzazione di quell'insegnamento primitivo. Secondo la tradizione esoterica accanto a una Chiesa di Pietro essoterica ed esteriore esiste invisibile e sotterranea una Chiesa di Giovanni, una chiesa più interiore. Non è quindi un caso che Giovanni è stato ed è il patrono di numerose società segrete. Egli è per esempio tenuto in alta considerazione dalla massoneria.
Delle disavventure del pensiero originario di Giovanni all'interno di questa tradizione esoterica c'è da annoverare per esempio l'esperienza della Chiesa Gioannita, una setta che si rifaceva appunto all'evangelista Giovanni e ai suoi cosiddetti "insegnamenti segreti" che in seguito si è dissolta in un'altra setta denominata "Chiesa Gnostica".
C'è chi sostiene che questa presunta Chiesa di San Giovanni abbia tramandato segretamente i suoi insegnamenti di generazione in generazione sino ad arrivare ai Templari, che di questa Chiesa sarebbero un'espressione.
In questo campo le opinioni che circolano sono le più disparate. Tra le tante, quella che vede Giovanni affidare i suoi insegnamenti a Maria Maddalena prima che questa si imbarcasse diretta verso la Francia. Ovviamente non si può affermare nulla sulla veridicità di quanto qui narrato, ma solo sulla reale esistenza di questi racconti storici, in quanto essi sono stati comunque prodotti e hanno avuto un seguito più o meno numeroso.

### Riferimenti a Giovanni in Dante Alighieri
(Divina Commedia - Paradiso, XXV, 112-114)

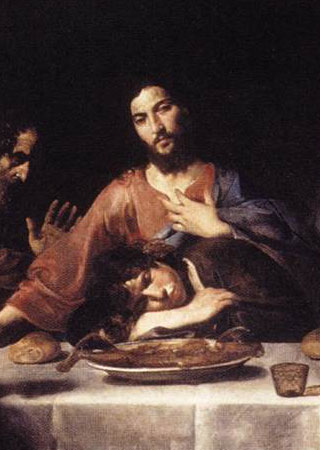
San Giovanni e Gesù all'Ultima Cena, di Valentin de Boulogne

Ai tempi di Dante, correva voce che l'apostolo Giovanni fosse salito in Cielo in anima e corpo, voce che lo stesso Giovanni sfata nel canto xxv del Paradiso.
(Divina Commedia - Paradiso XXV, 118 e XXXII, 127-129)
(Divina Commedia - Inferno XIX, 106-108)
(Divina Commedia - Paradiso, XXVI, 43-45))

### Giovanni e Cristoforo Colombo
Così riferisce l'Abate Ricciotti, archeologo e storico del cristianesimo, sulla stima che l'ammiraglio genovese Cristoforo Colombo nutriva per San Giovanni:
(Vita di Gesù Cristo dell'Abate Ricciotti 1941-1962)

### Giovanni e l'Oriente cristiano
L'oriente cristiano, almeno in alcune sue parti, si è ispirato a Giovanni più dell'occidente. Nella letteratura russa, in particolare, è facile trovare dei filoni giovannei in vicende e personaggi che sembrano pensati come testimonianze delle reali prospettive sovrumane aperte dallo spirito di Giovanni: L'idiota di Dostoevskij, ad esempio, la figura di Aljoscia dei Fratelli Karamazov, ma anche la vita degli staretz e di molto monachesimo asiatico.

### Giovanni in epoca moderna
- Giovanni appare come personaggio letterario nell'Orlando furioso di Ludovico Ariosto: egli aiuta Astolfo a ritrovare il senno di Orlando, finito sulla Luna.
- Del 1903 è Le Quatrième Évangile un commentario al vangelo di Giovanni ad opera del più noto esponente del "modernismo", il sacerdote Alfred Loisy docente di storia delle religioni al Collège de France. Poco tempo dopo verrà scomunicato da Papa Pio X.
- Nel 1929 appare uno scritto dal titolo Apocalisse. Scritto quasi come un testamento spirituale, l'autore è il noto romanziere inglese David Herbert Lawrence (1885-1930).
- D. H. Lawrence distingue tra Gesù, ben descritto dall'apostolo Giovanni, autore del quarto vangelo, il vangelo dell'amore, e un Giovanni di Patmo, che è invece per Lawrence l'autore della sola Apocalisse di Giovanni. L'apocalisse infatti, secondo la lettura che ne dà Lawrence, risulta un testo carico di odio e d'invidia. Di lì a considerare Giovanni, Giovanni di Patmo come lui lo chiama, alla stregua di un Giuda, il passo è breve.
Una sua ipotesi sostiene che la cosiddetta Apocalisse di Giovanni, sia in realtà il rimaneggiamento di un testo originariamente pagano, reso cristiano da Giovanni di Patmo.
Il testo di Lawrence su Giovanni verrà ripreso in un saggio apparso in una prima edizione nel 1978 dal titolo Introduzione all'Apocalisse di D.H.Lawrence. Gli autori sono il filosofo francese, contiguo ai movimenti dell'anti-psichiatria di Gilles Deleuze e Fanny Deleuze. Lo stesso Deleuze ne curerà una seconda edizione riveduta che uscirà nel 1993.

### Ispirazioni giovannee nella teosofia
Tra gli esponenti del movimento teosofico, sorto sul finire del XIX secolo da una concezione secondo la quale la religione vera e originaria è una sola e le religioni ufficiali non sono che aspetti parziali di quest'unica religione, Rudolf Steiner, pedagogo ed esoterista, è il più vicino e sensibile alla figura di Giovanni, a cui ha dedicato svariate conferenze pubbliche e infine due libri rispettivamente sull'Apocalisse di Giovanni (1908) e il relativo Vangelo di Giovanni.

### Giovanni il Teologo e la psicoanalisi: due prospettive a confronto
Più recentemente, nel '900, con l'apparire della nuova scienza dell'inconscio, si è occupata della figura per certi aspetti enigmatica di Giovanni e dei testi giovannei, di una ricchezza di simboli che non ha uguali, anche la psicoanalisi.

#### Giovanni evangelista e Jung
Tra gli psicoanalisti che sono intervenuti, con le loro specifiche competenze sull'inconscio, in questa riflessione ormai bimillenaria sulla figura di Giovanni e le prospettive riflessive a cui aprono i suoi testi, va segnalato in particolare lo stesso Carl Gustav Jung.

#### Edipo e Cristo
Ancor più recentemente una psicoanalista anch'essa di formazione junghiana, Silvia Montefoschi, dopo la pubblicazione nel 1979 di un testo Oltre il confine della persona, in cui metteva a confronto la vicenda edipica e la vicenda cristica di cui sono espressione rispettivamente il più antico "mito greco di Edipo", centrale in psicoanalisi, e il mito di Cristo, pubblica nel 1997 Il regno del figlio dell'uomo, nel quale sviluppa il discorso precedente mostrando ancor più la continuità evolutiva del discorso cristico e del discorso psicoanalitico grazie proprio alla mediazione di colui che secondo tale interpretazione rappresenta la coscienza cristica al massimo livello e che designa con il termine di "coscienza giovannea".

#### Il progetto giovanneo (psicoanalisi)
Sempre in Il regno del figlio dell'uomo (1997) dalla lettura attenta e dialogica della psicoanalista con la parola del teologo ed evangelista coglie quello che è il progetto giovanneo nel passare dalla coscienza cristica che è la coscienza della consustanzialità tra il figlio e il padre ovvero tra l'uomo e dio a quella della assoluta identicità tra l'umano e il divino. Questa intuizione è anche la consapevolezza, come progetto, che la consustanzialità sul piano del pensiero sia anche un'assoluta identicità sul piano della realtà concretamente vivente.

Così scrive Giovanni:

E ancora:
E nel lavoro di attuazione di questa intuizione giovannea, in cui consta il progetto giovanneo, vede l'ulteriore evoluzione della coscienza cristica alla cui attuazione si sono dati il cambio in maniera sotterranea e esoterica come in una staffetta passandosi il testimone i mistici e i filosofi raggiungendo infine Hegel e individua l'ultimo passaggio del testimone proprio nella psicoanalisi in cui il discorso per la prima volta si manifesta a livello essoterico.
È infatti la psicoanalisi che sin dallo stesso Freud riconosce il femminile come un soggetto attivo anche se inconsapevole di sé, avvicinando così il momento in cui il progetto giovanneo giungerà a compimento e con esso l'immagine di Dio raggiungerà la sua completezza: nel momento in cui anche la figlia si farà simile al padre tutt'uno col padre.
Del resto già Jung aveva individuato nell'immagine trinitaria di Dio propria del cristianesimo una incompletezza e riteneva che per colmarla occorreva una quarta persona che era l'ombra di questo Dio cristiano, ciò che questo dio cristiano non voleva riconoscere in sé e che proiettava fuori di sé come altro da sé. Jung è proprio in questi termini che spiega il simbolo dell'Anticristo, l'umbra trinitatis che urge per venire alla luce, essendosi l'opposizione tra i contrari acutizzata al punto da spezzare il mondo in due e che quale metà dell'essere negata fa sì a sua volta che esso neghi che l'essere si dia soltanto nella dualità maschile Padre-Figlio ovvero nella dialettica spirituale Padre-Figlio, sì che l'Anticristo quale autore di questa nuova negazione assume il volto del "maligno".
L'allieva di Jung tuttavia, pur riconoscendosi d'accordo con il suo maestro, ritiene che questa persona esista già compresa nella trinità ed è ciò che tradizionalmente è stato chiamato Spirito Santo, quale dio-femmina ovvero quello stesso spirito che consustanziava il Padre e il Figlio. Lo Spirito quale dialettica erotica Madre-Figlia completa così l'altra dialettica, la dialettica spirituale Padre-Figlio.

## Patronati di san Giovanni
È patrono degli scrittori assieme all'altro evangelista San Luca, a San Cassiano di Imola, Santa Teresa d'Avila e Francesco di Sales. Molti sono i luoghi suoi patronati:

### Italia
- Calabria: Motta San Giovanni (RC)
- Campania: Ailano (CE) dove si festeggia il 27 dicembre ed il 6 maggio, Teverola (CE), Mariglianella (NA)
- Lombardia: Canonica d'Adda (BG), Galbiate (LC), Gavirate (VA), Perego (LC)
- Piemonte: Bruzolo (TO), Volpedo (AL)
- Toscana: Castel Focognano (AR), Montale (PT), Montelupo Fiorentino (FI), Ponsacco (PI), Sansepolcro (AR) (città e diocesi)
- Sicilia: San Giovanni la Punta (CT)

### Turchia
- Asia Minore: Efeso

### Grecia
- Dodecaneso: Patmo

## Opere d'arte ispirate a san Giovanni

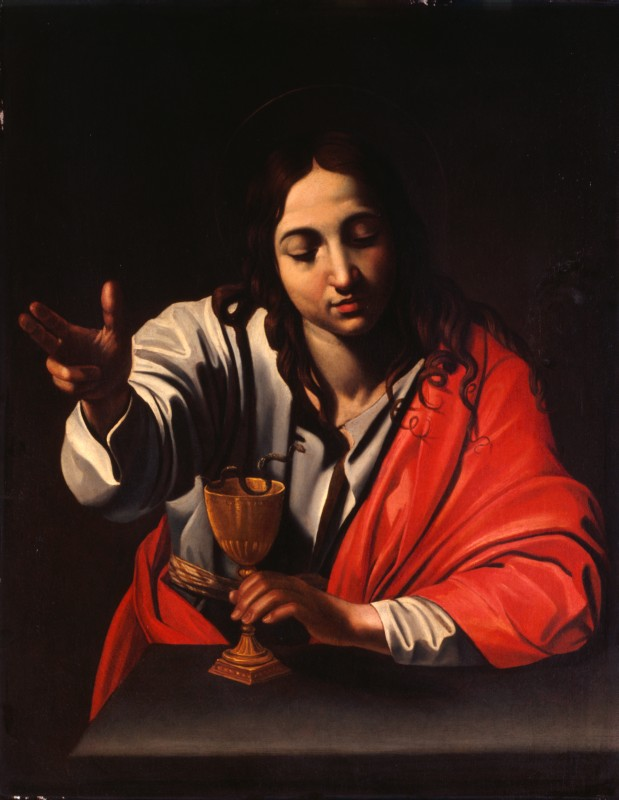
San Giovanni

L'attributo di San Giovanni è l'aquila perché lui, rispetto agli altri tre evangelisti, nel vangelo ha parlato con una visione più alta e ampia, per questo si dice che lui volava alto come appunto questo volatile. Raccoglie questa interpretazione anche Dante Alighieri, che nella sua Divina Commedia, al canto XXVI, versetto 53, del Paradiso lo definisce « [...] aguglia di Cristo...»

### Affreschi
- Storie di San Giovanni Evangelista nella Cappella Peruzzi di Giotto
- Storie di San Giovanni Evangelista nella Cappella di Filippo Strozzi di Filippino Lippi
- Visione di San Giovanni a Patmos nella Cupola di San Giovanni a Parma del Correggio
- Storie di San Giovanni Evangelista nella Cappella degli affreschi (San Domenico Maggiore) a Napoli

### Dipinti
- San Giovanni Evangelista di Piero della Francesca
- Santi Giovanni Evangelista e Francesco di El Greco

### Sculture
- San Giovanni Evangelista di Filippo Brunelleschi
- San Giovanni Evangelista di Donatello
- San Giovanni Evangelista di Baccio da Montelupo
- Decorazione della Sagrestia Vecchia di Donatello:
  - San Giovanni Evangelista a Patmos
  - Resurrezione di Drusiana
  - Martirio di San Giovanni Evangelista
  - Ascensione di San Giovanni Evangelista
  - Tondo di San Giovanni Evangelista

### Film
- San Giovanni - L'apocalisse, regia di Raffaele Mertes (Rai RadioTelevisione italiana - 2002)

### Riferimenti
1. 1 2  Raymond E. Brown, Joseph A. Fitzmyer, Roland E. Murphy, Nuovo Grande Commentario Biblico, Queriniana, 2002, p. 1240, ISBN 88-399-0054-3.
2. ↑  Cfr: Raymond E. Brown, Joseph A. Fitzmyer, Roland E. Murphy, Nuovo Grande Commentario Biblico, Queriniana, 2002, pp. 1240, 1292-1293, 1307, ISBN 88-399-0054-3; Bibbia TOB, Elle Di Ci Leumann, 1997, p. 2414, ISBN 88-01-10612-2; Bibbia di Gerusalemme, EDB, 2011, pp. 2511, 2514, ISBN 978-88-10-82031-5; Raymond E. Brown, The Birth of the Messiah, Doubleday, 1993, pp. 27, 573, ISBN 0-385-47202-1; Bart Ehrman, Il Nuovo Testamento, Carocci Editore, 2015, pp. 482-491, 501-511, ISBN 978-88-430-7821-9; Bart Ehrman, Jesus apocalyptic prophet of the new millennium, Oxford University Press, 1999, pp. 41-48, ISBN 978-0-19-512474-3; John Dominic Crossan, Who killed Jesus?, HarperOne, 1995, pp. 16-26, ISBN 978-0-06-061480-5.
3. ↑  Alfredo Cattabiani, Volario, Mondadori, Milano, 2000, ISBN 88-04-47991-4, p. 409
4. ↑   Gv 18,31-33, su La Parola - La Sacra Bibbia in italiano in Internet.
5. ↑   Gv 18,37-38, su La Parola - La Sacra Bibbia in italiano in Internet.
6. ↑   Mc3,17, su laparola.net.
7. ↑  Così D.R.G. Beattie («Boanerges: A Semiticist's Solution», in Irish Biblical Studies (1983), pp. 11-13).
8. ↑  Vedi in particolare  Mc9,38;Mc10,35-40;Lc9,54, su laparola.net.
9. ↑   Es19,16;Sal29,3, su laparola.net.
10. ↑  (EN)  H. Davison, For a true history of the Zealot movement, Philadelphia, Shalom, 2004, p. 111.
11. 1 2   Mt4,21;20,20;26,37;27,56;Mc10,35;Lc5,10;Gv21,2, su laparola.net.
12. 1 2   Mt4,21;10,2;17,1;Mc1,19;3,17;5,37, su laparola.net.
13. ↑   Gv13,23;19,26;20,1-10;21,7;21,20, su laparola.net.
14. ↑   Gv20,3-8, su laparola.net.
15. ↑  Raymond E. Brown, Joseph A. Fitzmyer, Roland E. Murphy, Nuovo Grande Commentario Biblico, Queriniana, 2002, p. 1240, ISBN 88-399-0054-3. (Cfr anche: Bibbia di Gerusalemme, EDB, 2011, p. 2511, ISBN 978-88-10-82031-5.).
16. ↑   Mt10,2-4;Mc3,16-19;Lc6,13-16;At1,13, su laparola.net..
17. ↑   Gal2,9, su La Parola - La Sacra Bibbia in italiano in Internet.
18. 1 2  Vedi Canone muratoriano; Ireneo di Lione, Contro le eresie 3,1,1 (tr. ing.).
19. ↑   2Gv1;3Gv1, su La Parola - La Sacra Bibbia in italiano in Internet.
20. ↑   Ap1,1;1,4;1,9;22,8, su La Parola - La Sacra Bibbia in italiano in Internet.
21. ↑   Ap1,9, su La Parola - La Sacra Bibbia in italiano in Internet.
22. 1 2  Giustino Martire, Dialogo con Trifone, 81,4 (tr. ing. Archiviato il 28 aprile 2009 in Internet Archive.).
23. ↑   Gv13,25;21,20, su La Parola - La Sacra Bibbia in italiano in Internet.
24. 1 2  Eusebio di Cesarea, Storia ecclesiastica 5,24,2 (tr. ing.).
25. ↑   Betsaida Giulia, su treccani.it.
26. ↑   Betsaida, su laparola.net. URL consultato il 25 maggio 2025.
27. ↑   Betsaida Giuliade, su treccani.it. URL consultato il 25 maggio 2025.
28. ↑   La scoperta di Betsaida, il villaggio di san Pietro e dei miracoli di Gesù, su famigliacristiana.it. URL consultato il 25 maggio 2025.
29. ↑   Mc1,20, su laparola.net.
30. ↑   Gv18,15, su La Parola - La Sacra Bibbia in italiano in Internet.
31. ↑   Giuseppe Ricciotti, Vita di Gesù Cristo, § 571, Roma, Rizzoli, 1941..
32. ↑   Gv1,35-40, su La Parola - La Sacra Bibbia in italiano in Internet.
33. ↑  Filippo Vecchio, Ascoltiamo Gesù, Rubbettino, 2004, p. 24
34. ↑   Gv1,8;1,15;1,20;1,29-34;5,33-36;10,41, su La Parola - La Sacra Bibbia in italiano in Internet.
35. ↑   Mt 4,21-22, su La Parola - La Sacra Bibbia in italiano in Internet.
36. ↑   Mc 1,19-20, su La Parola - La Sacra Bibbia in italiano in Internet.
37. ↑   Gv21,1-13, su La Parola - La Sacra Bibbia in italiano in Internet.
38. ↑   Gv1,35-40, su La Parola - La Sacra Bibbia in italiano in Internet.
39. ↑   Gv1,28, su La Parola - La Sacra Bibbia in italiano in Internet.
40. ↑  Così la Voce St. John the Evangelist nella Catholic Encyclopedia (1913).
41. ↑   Lc22,8, su La Parola - La Sacra Bibbia in italiano in Internet.
42. ↑   Lc 9,51-56, su La Parola - La Sacra Bibbia in italiano in Internet.
43. ↑   2Re1,2-15, su La Parola - La Sacra Bibbia in italiano in Internet.
44. ↑   Mt 20,20-23, su La Parola - La Sacra Bibbia in italiano in Internet.
45. ↑   Mc 10,35-40, su La Parola - La Sacra Bibbia in italiano in Internet.
46. ↑   At12,1-2, su La Parola - La Sacra Bibbia in italiano in Internet.
47. ↑   Gv13,23-25, su La Parola - La Sacra Bibbia in italiano in Internet.
48. ↑   Gv18,15, su La Parola - La Sacra Bibbia in italiano in Internet.
49. ↑   Gv19,26-27, su La Parola - La Sacra Bibbia in italiano in Internet.
50. ↑   Gv20,3-8, su La Parola - La Sacra Bibbia in italiano in Internet.
51. ↑   Gv21,7, su La Parola - La Sacra Bibbia in italiano in Internet.
52. ↑   At1,13, su La Parola - La Sacra Bibbia in italiano in Internet.
53. ↑   At3,1-11, su La Parola - La Sacra Bibbia in italiano in Internet.
54. ↑   At4,1-21, su La Parola - La Sacra Bibbia in italiano in Internet.
55. ↑   At5,17-42, su La Parola - La Sacra Bibbia in italiano in Internet.
56. ↑   At8,1, su La Parola - La Sacra Bibbia in italiano in Internet.
57. ↑   At8,14-25, su La Parola - La Sacra Bibbia in italiano in Internet.
58. ↑   At15,1-35, su La Parola - La Sacra Bibbia in italiano in Internet.
59. ↑   Gal2,1-9, su La Parola - La Sacra Bibbia in italiano in Internet.
60. ↑   Gv19,26-27, su La Parola - La Sacra Bibbia in italiano in Internet.
61. ↑   Mt20,20-23;Mc10,35-40, su La Parola - La Sacra Bibbia in italiano in Internet.
62. 1 2  Girolamo, De viris illustribus 9 (tr. ing).
63. 1 2  Ireneo di Lione, Contro le eresie 3,3,4 (tr. ing.).
64. ↑  Tertulliano, Contro gli eretici 36: «Apostolus Joannes, postequam, in oleum igneum demersus, nihil passus est, in insulam relegatur» (lat.).
65. ↑  I. Ramelli, La Satira IV di Giovenale ed il supplizio di san Giovanni a Roma sotto Domiziano, 1969, p. 254 (http://revistas.ucm.es/ghi/02130181/articulos/GERI0000120343A.PDF Archiviato il 2 aprile 2010 in Internet Archive.)
66. ↑   Liturgia del 27 dicembre, su liturgia.silvestrini.org. URL consultato il 13 gennaio 2015.
67. ↑  Ireneo di Lione, Contro le eresie 2,22,5 (tr. ing.).
68. ↑   «La fiamma non aveva potuto ardere quel corpo mercé del candore della sua verginità», su 30giorni.it. URL consultato il 13 gennaio 2015..
69. ↑   Gv21,20-23, su La Parola - La Sacra Bibbia in italiano in Internet.
70. ↑  Bibbia TOB, Elle Di Ci Leumann, 1997, p. 2414, ISBN 88-01-10612-2.
71. ↑  Bibbia di Gerusalemme, EDB, 2011, p. 2511, ISBN 978-88-10-82031-5.
72. ↑  Raymond E. Brown, The Birth of the Messiah, Doubleday, 1993, pp. 27, 573, ISBN 0-385-47202-1.
73. ↑  John Dominic Crossan, Who killed Jesus?, HarperOne, 1995, pp. 16-26, ISBN 978-0-06-061480-5.
74. ↑  Bart Ehrman, Jesus apocalyptic prophet of the new millennium, Oxford University Press, 1999, pp. 41-48, ISBN 978-0-19-512474-3.
75. ↑  Raymond E. Brown, Joseph A. Fitzmyer, Roland E. Murphy, Nuovo Grande Commentario Biblico, Queriniana, 2002, pp. 1292-1293, ISBN 88-399-0054-3. (Cfr anche: Bibbia di Gerusalemme, EDB, 2011, p. 2514, ISBN 978-88-10-82031-5.).
76. ↑   2Gv1;3Gv1, su La Parola - La Sacra Bibbia in italiano in Internet.
77. ↑  Cfr: Bart Ehrman, Il Nuovo Testamento, Carocci Editore, 2015, pp. 482-491, ISBN 978-88-430-7821-9; Bibbia di Gerusalemme, EDB, 2011, p. 2514, ISBN 978-88-10-82031-5.
78. ↑  Come precisato dagli esegeti del Nuovo Grande Commentario Biblico (Raymond E. Brown, Joseph A. Fitzmyer, Roland E. Murphy, Nuovo Grande Commentario Biblico, Queriniana, 2002, pp. 1292-1293, ISBN 88-399-0054-3.).
79. ↑   Ap1,1;1,4;1,9;22,8, su La Parola - La Sacra Bibbia in italiano in Internet.
80. ↑   Ap1,9, su La Parola - La Sacra Bibbia in italiano in Internet.
81. ↑  Raymond E. Brown, Joseph A. Fitzmyer, Roland E. Murphy, Nuovo Grande Commentario Biblico, Queriniana, 2002, p. 1307, ISBN 88-399-0054-3.
82. ↑  Bart Ehrman, Il Nuovo Testamento, Carocci Editore, 2015, pp. 501-511, ISBN 978-88-430-7821-9.
83. ↑   Gv 1, su La Parola - La Sacra Bibbia in italiano in Internet.
84. ↑   1Gv1,1, su La Parola - La Sacra Bibbia in italiano in Internet.
85. ↑   Ap19,13, su La Parola - La Sacra Bibbia in italiano in Internet.
86. ↑   Gv1,1;20,28, su La Parola - La Sacra Bibbia in italiano in Internet.
87. ↑   Gv1,1;8,58;17,5;1Gv1,1, su La Parola - La Sacra Bibbia in italiano in Internet.
88. ↑   Gv1,3;1,10, su La Parola - La Sacra Bibbia in italiano in Internet.
89. ↑   Gv1,14;1Gv1,1-3;2Gv7, su La Parola - La Sacra Bibbia in italiano in Internet.
90. ↑   Gv6, su La Parola - La Sacra Bibbia in italiano in Internet.
91. ↑   Gv3,30, su La Parola - La Sacra Bibbia in italiano in Internet.
92. ↑   Gv1,8;1,15;1,20;1,29-34;5,33-36;10,41, su La Parola - La Sacra Bibbia in italiano in Internet.
93. ↑   Gv1,35-40, su La Parola - La Sacra Bibbia in italiano in Internet.
94. ↑   At18,22-28, su La Parola - La Sacra Bibbia in italiano in Internet.
95. ↑   Gv19,26-27, su La Parola - La Sacra Bibbia in italiano in Internet.
96. ↑   Gv1,10;3,19;7,7;8,23;14,19;15,18-19;16,33;17; 1Gv15-17;3,1;3,13;5,5, su La Parola - La Sacra Bibbia in italiano in Internet.
97. ↑   Gv5,16-18;6,41;7,1;7,13;8,52;9,22;10,31-33, su La Parola - La Sacra Bibbia in italiano in Internet.
98. ↑   Gv 18, su La Parola - La Sacra Bibbia in italiano in Internet.
99. ↑   Gv8,31;12,11, su La Parola - La Sacra Bibbia in italiano in Internet.
100. ↑   1Gv2,18;2,22;4,3; 2Gv7, su La Parola - La Sacra Bibbia in italiano in Internet.
101. ↑   1Gv2,18, su La Parola - La Sacra Bibbia in italiano in Internet.
102. ↑  dizionario esoterico - San Giovanni Archiviato il 7 giugno 2006 in Internet Archive.
103. ↑  Chiesa Gioannita dei Cristiani Primitivi - da eresie.it
104. ↑   I Santi Patroni. Arti e mestieri, su enrosadira.it. URL consultato il 24 gennaio 2014.
105. ↑   Santi Protettori, su anima-morte-eternita.com. URL consultato il 24 gennaio 2014.